# Russisch-Georgische Oorlog
De Russisch-Georgische Oorlog was een vijf dagen durende oorlog tussen Georgië, Rusland en de door Rusland gesteunde zelfverklaarde republieken Zuid-Ossetië en Abchazië, en vond plaats in augustus 2008 in de strategisch belangrijke Zuidelijke Kaukasus. De oorlog brak uit na een periode van verslechterende betrekkingen tussen Rusland en Georgië en escalatie van geweld om de controle over de Georgische afscheidingsrepubliek Zuid-Ossetië. Het conflict wordt beschouwd als de eerste interstatelijke Europese oorlog van de 21e eeuw.
Na aanhoudende schermutselingen in Zuid-Ossetië gedurende 2008, begon de oorlog in augustus 2008. In de late avond van 7 augustus kondigde het Georgische Ministerie van Defensie aan de "constitutionele orde in Zuid-Ossetië te herstellen", nadat Zuid-Osseetse milities gedurende de dag en avond Georgische dorpen onder vuur hadden genomen en niet op een unilateraal Georgisch afgekondigd staakt-het-vuren in waren gegaan. Vlak voor middernacht werden Zuid-Osseetse stellingen aangevallen met artillerie. In de vroege uren van 8 augustus startte het Georgische grondoffensief bij Tschinvali, de hoofdstad van de regio.
Op 8 augustus verplaatste Rusland troepen over de grens en trok met tanks en artillerie naar Tschinvali. Na verovering van het gebied, trokken Russische troepen verder Georgië binnen, ook vanaf Abchazië, naar steden zoals Poti en Gori, en tot dichtbij Tbilisi. Rusland legde Georgië tevens een gedeeltelijke scheepsblokkade op. EU-voorzitter Sarkozy bemiddelde op 12 augustus een bestand tussen Georgië en Rusland. Dit bestand werd op 8 september nader uitgewerkt.
Afgesproken werd dat de Russische troepen zich terug zouden trekken uit de bezette gebieden, maar ook dat Rusland tijdelijk een veiligheidszone mocht aanhouden tot er een internationaal monitoring mechanisme ingesteld zou zijn. Op diezelfde dag werd het staakt-het-vuren van kracht. Bij de nadere uitwerking van 8 september 2008 werd afgesproken dat vanaf 1 oktober 2008 waarnemers van de Europese Unie in de bufferzone actief zouden worden. Rusland moest zich uiterlijk 10 oktober 2008 uit de veiligheidszones terugtrekken en de troepen verplaatsen naar de "pre-conflict posities". Sindsdien houdt Rusland zich niet aan deze laatste conditie. Na de Russische erkenning van de onafhankelijkheid van Zuid-Ossetië en Abchazië op 26 augustus 2008 stelt Moskou echter dat het geen troepen op Georgisch grondgebied heeft en dat het de afspraken naleeft.

## Voorgeschiedenis
De Osseten zijn een Iraans volk dat oorspronkelijk bij de rivier de Don leefde. Later vormden zij het koninkrijk Alanië in het huidige Noord-Ossetië. Ze trokken vanaf de 13e eeuw ook zuidwaarts over de Kaukasus naar het Georgische koninkrijk Kartlië, nadat ze uit hun thuisland waren verdreven door de Mongolen en mengden zich met de Georgische bevolking. Het noordelijk gelegen Ossetië en het Georgische koninkrijk Kartli-Kachetië werden in respectievelijk 1774 en 1801 geannexeerd door het Russische Rijk. Na de Eerste Wereldoorlog en de Oktoberrevolutie verklaarde Georgië zich onafhankelijk als de Democratische Republiek Georgië. De voornamelijk bolsjewistische Osseetse gemeenschap verzette zich tegen deze Georgische mensjewistisch georiënteerde staat, riep de hulp van Sovjet-Rusland in en verklaarde zichzelf in 1920 onafhankelijk. Het Georgische leger greep in, wat geleid zou hebben tot duizenden doden.
In 1921 viel het Rode Leger de Georgische republiek binnen. De republiek werd daarop een onderdeel van de Sovjet-Unie. Jozef Stalin, zelf een Georgiër, beloonde de bolsjewistische loyaliteit van de Osseten in Georgië in 1922 met autonomie binnen de Georgische SSR, de Zuid-Osseetse Autonome Oblast. Dit was de eerste aparte staatkundige entiteit van de Osseten ten zuiden van de Grote Kaukasus. Daarnaast kwam er een Noord-Ossetische ASSR in de Russische SFSR. Zo bleven de Osseten ten noorden en zuiden van de Kaukasus staatkundig gescheiden, want ook onder het Russische Rijk vielen de gebieden onder verschillende bestuurlijke eenheden.

### 1991-2004
Nog vóór de onafhankelijkheid van Georgië van de Sovjet-Unie in 1991 brak er oorlog uit tussen de centrale regering van Georgië en de Zuid-Osseetse regio die aansluiting bij Rusland en Noord-Ossetië eiste. Tijdens deze burgeroorlog in 1991-1992 hielden Zuid-Osseetse leiders op 19 januari 1992 een referendum over afscheiding van Georgië en aansluiting bij Rusland, wat een meerderheid steunde. Rusland en Noord-Ossetië hielden echter de boot af door conflicten met Ingoesjetië over het District Prigorodni. Een vredesoperatie geleid door Rusland, de Joint Peacekeeping Forces (JPKF) bestaande uit Russen, (Noord-)Osseten en Georgiërs werd ingesteld om de in 1992 gesloten vrede te handhaven. In 2007 bestond dit vredeskorps uit 500 Russische, 500 (Noord-)Osseetse en 320 Georgische troepen.
Tussen 1992 en 2004 bleef Zuid-Ossetië feitelijk deel uitmaken van de Georgische economie en het conflict was daarmee meer een politiek geschil dan een giftig etnisch conflict. Georgië had ook feitelijk controle over een flink deel van Zuid-Ossetië, met name waar de Georgische gemeenschap woonde, namelijk het oostelijke district Achalgori, het gebied rond Tschinvali en langs de westelijke administratieve grens.

### 2004 crisis

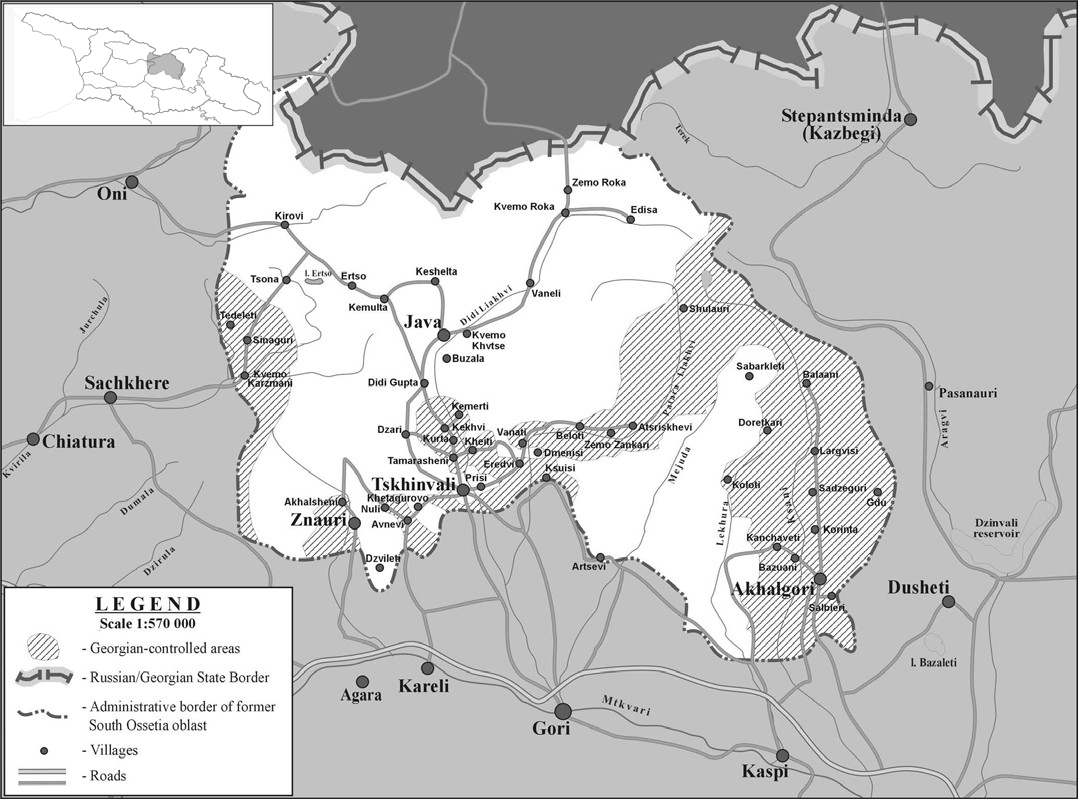
Georgisch gecontroleerde gebieden Zuid-Ossetië tot augustus 2008

Aan de betrekkelijke rust en mogelijkheden tot toenadering kwam een eind met de Rozenrevolutie in november 2003 en de verkiezing van Micheil Saakasjvili tot president in januari 2004. Hij beloofde het Georgische gezag te herstellen over Adzjarië, Abchazië en Zuid-Ossetië. In voorjaar 2004 was Adzjarië het eerste doelwit, en na een korte geweldloze crisis werd het gezag van Tbilisi over de autonome deelrepubliek vrij eenvoudig hersteld. Rusland moest toezien hoe een lokale bondgenoot, de Adzjaarse leider Aslan Abasjidze, vrij simpel van het toneel gespeeld werd en zag uit eerste hand dat het de nieuwe Georgische regering ernst was met hun plannen. Door dit succes aangemoedigd richtte de Georgische president al snel de blik op Zuid-Ossetië.
Als eerste werd de markt in Ergneti, een paar kilometer ten zuiden van de Zuid-Osseetse hoofdstad Tschinvali, aangepakt met anti-smokkelacties zoals het ad hoc instellen van wegversperringen en controlepunten. De markt was een vrijhaven van smokkel en corruptie geworden, wat Georgië naar eigen zeggen $130 miljoen per jaar aan douane-inkomsten kostte. De Georgische aanpak leidde ook tot kritiek omdat de markt juist een punt was van interactie tussen verschillende gemeenschappen en het broze vertrouwen in de Georgische intenties zou schaden. De Georgische regering deed aan diverse charmeoffensieven richting de burgers, net zoals in Adzjarië, maar het mocht niet baten en de boosheid en het wantrouwen keerde zich tegen de Georgische overheid in plaats van tegen de Zuid-Osseetse. Begin juni 2004 mengde Rusland zich in de kwestie, en waarschuwde tegen "provocatieve stappen" die tot "extreem negatieve consequenties zouden kunnen leiden", wat een scherpe reactie uit Tbilisi uitlokte: “de kwestie betreft het grondgebied van Georgië en niemand kan voorkomen dat de Georgische autoriteiten orde brengen in het hele land”.
Dit luidde een periode in waarbij de Georgische regering het conflict bracht als een conflict met Rusland in plaats van Zuid-Ossetië. Rusland koos tevens steeds meer partij voor Zuid-Ossetië. Deze laatste verbrak de directe communicatie met Tbilisi, en vroeg Rusland om erkenning van onafhankelijkheid en de aansluiting bij Rusland. Een zomer van oplopende spanningen volgde: Georgië confisqueerde een Russisch wapentransport, Georgische controleposten werden onder vuur genomen en Georgische vredestroepen raakten gewond en tientallen werden gevangen genomen bij een aanval op een Georgisch dorp. Na kleinere incidenten over en weer kwam het in de derde week van augustus tot grotere confrontaties met 20 doden tot gevolg, waarna Georgië besloot de troepen terug te trekken en de poging het gezag over heel Zuid-Ossetië te herstellen afbrak.

### Paspoortisatie
De meeste inwoners van Zuid-Ossetië verkregen vanaf eind jaren 1990 een Russisch paspoort door actief Russisch beleid. Hiermee maakten de Osseten duidelijk dat ze niet als onderdeel van Georgië beschouwd wensten te worden. Tevens vormde dit met de jaren een steeds groter speerpunt van Russisch beleid om via "paspoortisatie" legitimiteit te kunnen ontlenen aan eventuele interventies. De motivering van de Russische inval in 2008 die door president Dmitri Medvedev gegeven werd was het "beschermen van Russische staatsburgers".

### Opmaat naar oorlog (2006-2008)
Ondanks pogingen in 2005 van zowel Georgië als Rusland om tot een vergelijk te komen over Russische terugtrekking uit Zuid-Ossetië (en Abchazië) en het akkoord over Russische terugtrekking uit bases in andere delen van Georgië, veranderde de relatie met Rusland uiteindelijk fundamenteel vanaf medio 2006. Dit werd met name gevoed door speerpunten van Georgisch regeringsbeleid die in Moskou niet in goede aarde vielen, zoals de radicale hervormingsgezindheid, de westerse toenadering en NAVO-aspiraties van Georgië, de aanhoudende Georgische oproep aan Rusland de vredestroepen terug te trekken omdat deze een politieke oplossing in de weg zouden staan en de toenemende militaire uitgaven van Georgië. Door deze combinatie stond ook het vertrouwen van de Osseten in de (goede) intenties van Tbilisi onder druk.
De oplopende spanningen met het Kremlin, ook nadat Georgië een aantal Russen arresteerde op beschuldiging van spionage, leidden onder meer tot een luchtvaartboycot, een handelsboycot van diverse populaire Georgische exportproducten zoals wijn en mineraalwater, de sluiting van de enige directe grensovergang bij Stepantsminda, en de deportatie van duizenden Georgiërs uit Rusland gedurende 2006 en 2007. Parallel daaraan liep de westerse ontvankelijkheid voor de Georgische NAVO-ambities, en de westerse neiging om Kosovo als onafhankelijk van Servië te willen erkennen in lijn met de koers van VN-afgezant Martti Ahtisaari, belast met het vraagstuk rond de status van Kosovo. Rusland herhaalde frequent het standpunt de de facto afscheidingsgebieden Transnistrië, Zuid-Ossetië, Abchazië en Nagorno-Karabach te zullen erkennen zodra de onafhankelijkheid van Kosovo erkend zou worden.
In de winter van 2008 erkenden westerse landen, onder leiding van de VS, de onafhankelijkheid van Kosovo. Kort daarop kregen Georgië en Oekraïne een zogeheten opendeuruitnodiging van de NAVO om op termijn lid te worden, waarop de spanningen rond Zuid-Ossetië en Abchazië snel escaleerden. Rusland dreigde "er alles aan te doen om Oekraïne en Georgië niet toe te laten tot de NAVO". Kort daarop formaliseerde Rusland directe relaties met Zuid-Ossetië en Abchazië, bracht het zwaar militair materieel naar Abchazië dat buiten het vredesmandaat viel, richtte extra bases op, en werd de spoorweg in Zuid-Abchazië door Russische militairen opgeknapt. Kort voor de start van de oorlog in augustus werden troepen en zwaar militair materieel met de trein in Zuid-Abchazië afgeleverd die een week later gebruikt werden voor het Russische offensief vanaf Abchazië. De spanningen concentreerden zich in de vroege zomer van 2008 voornamelijk rond Abchazië. Maar dat veranderde eind juli toen de focus zich verlegde naar Zuid-Ossetië, nadat Rusland de grootschalige militaire oefening "Kavkaz-2008" vlak bij de Georgische grens afgerond had.

## Tijdlijn

### 1-7 augustus: Escalatie van de vijandelijkheden

Situatie voorafgaand aan het conflict

In de avond van 1 augustus braken gevechten uit tussen Georgische en Zuid-Osseetse troepen, waarbij zes mensen om het leven kwamen en 22 anderen gewond raakten. Het vuurgevecht was gericht op posten van de Zuid-Osseetse politie- en veiligheidsposten in Tschinvali en de dorpen Velit, Prisi, Dmenisi en Saraboeki. Georgië stelde dat het reageerde op "buitensporige" Osseetse beschietingen. In de nacht werden de Georgische dorpen Zemo Nikozi, Kvemo Nikozi, Noeli and Ergneti beschoten. Voor het eerst sinds 2004 werd artillerie gebruikt in de schotenuitwisseling. Eerder op 1 augustus raakten vijf Georgische politiemannen gewond toen hun voertuig op weg tussen Eredvi en Cheiti, ten noordoosten van Tschinvali, door twee op afstand bedienbare explosieven werd opgeblazen. De Zuid-Osseetse leider Kokojti stelde een algemene mobilisatie voor inclusief vrijwilligers uit de Russische Noordelijke Kaukasus. Op 3 augustus begon Zuid-Ossetië met de evacuatie van ruim 500 kinderen, vrouwen en ouderen. In twee dagen verlieten ruim 2.500 mensen Zuid-Ossetië volgens Ivanov, de Russische leider van de Joint Peacekeeping Forces.
Sporadische gevechten kwamen in de daaropvolgende dagen voor, terwijl Rusland tientallen (Russische) journalisten naar Zuid-Ossetië bracht waarbij buitenlandse ogen buiten de deur gehouden werden. Op 5 augustus arriveerden in Zuid-Ossetië 300 vrijwilligers uit Noord-Ossetië en werden er nog 2.000 verwacht. Ondertussen draaide de propagandamachine op volle toeren in de Russische media die stelde dat oorlog onvermijdelijk was. Nadat Rusland de grootschalige "Kavkaz-2008"-oefeningen had afgerond, stationeerde het tot 12.000 troepen vlak bij de Roki-tunnel, de enige toegangsweg tot Zuid-Ossetië vanaf Rusland. De VS riep op tot monitoring van de Roki-tunnel, terwijl Abchazië dreigde met een tweede font mocht er oorlog uitbreken rond Zuid-Ossetië.
Na een paar dagen van relatieve rust, trad er vanaf 6 augustus een escalatie van spanningen en geweld op, wat zich concentreerde om de strategische hoogte bij het door Georgiërs bewoonde dorpje Noeli ten westen van Tschinvali. De Osseten claimden deze hoogte te hebben ingenomen. Bij de gevechten wordt een pantserinfanterievoertuig (APC) vernietigd met drie gewonde Georgische vredeshandhavers tot gevolg. Gedurende de avond en nacht gingen de beschietingen door, waarbij Zuid-Ossetië 18 gewonden claimde in de dorpen Chetagoerov, Dmenisi, Saraboeki, en Oebiat. Aan Georgische zijde zouden twee gewonde vredeshandhavers gevallen zijn, nadat de Georgische dorpen Eredvi, Prisi, Avnevi, Dvani, en Noeli onder Ossetisch vuur kwamen te liggen. In de middag van 7 augustus kwamen de dorpen Noeli en Avnevi nogmaals onder Osseets vuur te liggen, wat Zuid-Ossetië ontkende en Georgië beschuldigde van nieuwe beschietingen. Het Russische Interfax berichtte over Georgische troepenverplaatsingen vanuit Gori. Het Georgische ministerie van Binnenlandse Zaken verklaarde later op 7 augustus dat tot tien Georgische soldaten en burgers waren gedood tijdens gevechten op 6 en 7 augustus. Door aanhoudende beschietingen in het gebied werden Georgische dorpen geëvacueerd.
Op 7 augustus stond aanvankelijk een ontmoeting in Tschinvali gepland tussen de Georgische Minister voor Re-integratie Temoeri Jakobasjvili en de Zuid-Osseetse leiding. Zij stelden echter extra voorwaarden: zij wilden alleen in het Joint Control Commission-formaat spreken, met deelname van Noord-Osseetse en Russische vertegenwoordigers. Jakobasjvili reisde toch af naar Tschinvali en sprak uiteindelijk alleen met Marat Koelachmetov, de Russische bevelhebber van de Joint Peacekeeping Forces. Koelachmetov raadde Jakobasjvili aan een eenzijdig staakt-het-vuren af te kondigen. Met deze boodschap reisde Jakobasjvili terug naar Tbilisi en aan het begin van de avond kondigde president Saakasjvili een unilateraal staakt-het-vuren af. Tijdens diezelfde verklaring riep hij op tot vrede en zei dat zich een scherpschuttersoorlog afspeelde tegen de inwoners van de dorpen in de Zuid-Osseetse conflictzone en dat Zuid-Osseetse troepen Georgische dorpen beschoten. Tevens riep hij op tot besprekingen "in elke vorm", herbevestigde het eerder gedane aanbod van volledige autonomie voor Zuid-Ossetië, stelde dat Rusland die oplossing zou moeten garanderen, bood een algemene amnestie aan en pleitte voor internationale tussenkomst om de vijandelijkheden te stoppen.

### 7-8 augustus: Georgisch offensief

Haard van het conflict in Zuid-Ossetië. Blauwe pijlen tonen Georgische offensieven, rode pijlen Russische.

Na het eenzijdige Georgische staakt-het-vuren en het aanbod van Saakasjvili hervatten de Osseetse aanvallen op Georgische dorpen, waarbij gewonden vielen. Het dorp Avnevi zou naar verluidt bijna volledig zijn verwoest, Tamarasjeni en Prisi zouden zijn beschoten en het politiebureau in Koerta zou met artillerievuur zijn beschoten. Inwoners ontvluchtten de dorpen. Georgië begon daarop vlak voor middernacht een operatie in Zuid-Ossetië onder leiding van Mamoeka Koerasjvili, om "de constitutionele orde te herstellen". De operatie zorgde ervoor dat de vluchtelingenstroom naar Rusland groeide. Interfax haalde een verklaring van de Zuid-Osseetse leider Edoeard Kokojti aan, die zei dat zijn troepen geconfronteerd werden met Georgische troepen in de buitenwijken van de regionale hoofdstad Tschinvali en dat zware gevechten te wachten stonden. Op 8 augustus om 00:53 uur begonnen Georgische troepen de stad te beschieten, waarbij volgens Russische bronnen ook de route waarlangs de vluchtelingen de stad ontvluchtten niet werd gespaard.
Naarmate de nacht vorderde verklaarden de Russische media dat ten minste 15 burgers waren gedood in Tschinvali. In de loop van de ochtend kondigde de Georgische Minister voor re-integratie Temoeri Jakobasjvili aan dat Tschinvali bijna omsingeld was en dat Georgië het grootste deel van het Zuid-Osseetse gebied in handen had.
Volgens de Noord-Osseetse president Tajmoeraz Mamsoerov zouden een aantal Soechoj Su-25-vliegtuigen van de Georgische luchtmacht een "humanitair hulp-konvooi" hebben beschoten dat vanuit Vladikavkaz naar het gebied reed. Mamsoerov had het konvooi begeleid en zag de aanval, maar bleef ongedeerd. Eerder had hij aan Interfax verklaard dat honderden gewapende vrijwilligers uit Noord-Ossetië naar Tschinvali waren vertrokken. De Abchazische leider Sergej Bagapsj verklaarde dat vrijwilligers uit Abchazië onderweg waren om de Zuid-Osseten te helpen. In de vroege ochtend van 8 augustus verplaatsten Abchazische legereenheden troepen en artillerie de wapenbeperkingszone in bij de Engoeririvier tussen Abchazië en centraal-Georgië, in strijd met het geldende verdrag uit 1994.
De Veiligheidsraad van de Verenigde Naties hield een spoedzitting in New York en liet een verklaring uitgaan waarin "serieuze bezorgdheid over de escalatie van geweld" werd gegeven. De hoge commissaris voor de Vluchtelingen verklaarde dat 1.100 vluchtelingen in Noord-Ossetië waren aangekomen per bus.

### 8 augustus: Russische betrokkenheid
In de morgen van 8 augustus veroordeelde de Russische premier Vladimir Poetin, die in Peking de Olympische Zomerspelen van 2008 bijwoonde, de "agressieve acties" door Georgië en verklaarde dat Rusland werd gedwongen om vergeldingsacties te ondernemen. Tegen 09:30 riep de Russische president Dmitri Medvedev een noodvergadering bijeen van overheidsfunctionarissen om de Russische mogelijkheden met betrekking tot het conflict te bespreken.
Een half uur later verklaarden Georgische bronnen dat drie Russische Su-24-aanvalsvliegtuigen het Georgische luchtruim waren binnengevlogen en twee bommen hadden gedropt bij een politiebureau nabij de stad Kareli, die grenst aan Zuid-Ossetië. De bron verklaarde verder dat de nabijgelegen stad Gori een korte Russische luchtaanval had moeten verduren, waarbij geen gewonden waren gevallen. De Russische autoriteiten verwierpen deze beschuldigingen, maar de Britse The Daily Telegraph bevestigde de berichten.
Tegen 11:40 mobiliseerde Saakasjvili de Georgische reservisten vanwege wat hij beschreef als "een grootschalige militaire agressie" door Rusland. Ook riep hij Rusland op om te stoppen met het "bombarderen van Georgische steden". Een Georgische bron verklaarde dat een Russisch gevechtsvliegtuig was neergeschoten, maar het Ministerie van Defensie der Russische Federatie ontkende dit en noemde het een "informationele provocatie". Een woordvoerder van de Russische troepen in Zuid-Ossetië verklaarde dat Georgische kogels barakken in Tschinvali hadden geraakt, waarbij twaalf Russische soldaten waren gedood en dertig gewond waren geraakt.
Van Georgische zijde verklaarde men een drie uur durend staakt-het-vuren te hebben aangeboden, startend vanaf 15:00 lokale tijd (11:00 UTC), om burgers de kans te geven de belegerde hoofdstad Tschinvali te verlaten. Echter om 10:29 UTC verklaarde Marat Koelachmetov, de bevelhebber van de Russische troepen in het gebied, dat dit "verdere leugens van de Georgische kant" waren en dat er geen vrije corridor voor de burgers was geopend."
Een colonne Russische tanks van het 58e Leger vertrok naar Tschinvali om de Russische troepen in het gebied te ondersteunen. Saakasjvili verklaarde dat de Russian colonne bestond uit 150 tanks, pantserwagens en ander legermateriaal. Een nieuwsvideo van 8 augustus toonde Russische T-72-tanks, BMP-2-infanteriegevechtsvoertuigen en 152-mm 2S3 Akatsia-pantserhouwitsers op weg naar de conflictzone.
Russische media verklaarden dat het Georgische leger zich terugtrok uit Tschinvali en dat Russische Su-24-bommenwerpers en Su-27-gevechtsvliegtuigen het luchtruim boven Tschinvali volledig beheersten. Koelachmetov verklaarde dat als gevolg van zware beschietingen Tschinvali bijna volledig was verwoest. Gasleidingen, een ziekenhuis en andere infrastructurele werken waren geraakt. Volgens Agence France-Presse verklaarde de secretaris Aleksandr Lomaia van de Nationale Veiligheidsraad van Georgië om 12:00 UTC dat als de berichten over Russische tanks in Zuid-Ossetië bevestigd zouden worden, Georgië de oorlog zou verklaren aan Rusland. Russische tanks reden kort daarop Tschinvali binnen, hetgeen werd bevestigd door CNN, en tegen het vallen van de nacht beheersten Russische en Zuid-Osseetse troepen een groot deel van de stad.

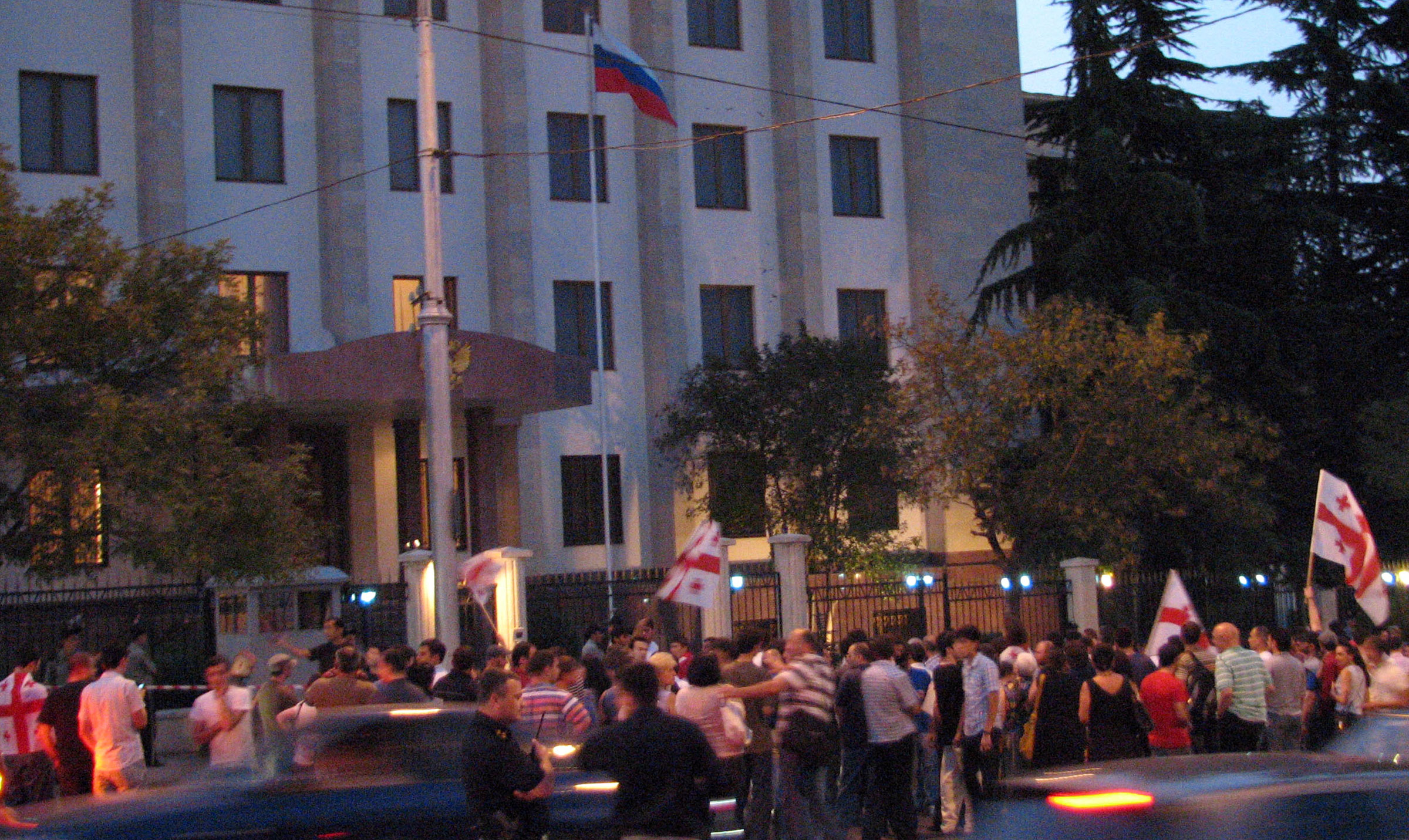
Demonstratie tegen de Russische interventie bij de Russische ambassade in Tbilisi op 8 augustus 2008

Het Georgische ministerie van Binnenlandse Zaken verklaarde dat een Russisch gevechtsvliegtuig twee bommen had gedropt op een militaire basis in Vaziani (nabij Tbilisi). Russische gevechtsvliegtuigen bombardeerden ook een militair vliegveld in Marneoeli (nabij Tbilisi). Ten minste drie Georgische soldaten werden gedood en vijf raakten gewond bij de luchtaanval op Marneoeli.
Saakasjvili verklaarde aanvankelijk dat Georgië zijn 2.000 man sterke troepenmacht uit Irak zou terugtrekken. Het hoofd van de Veiligheidsraad van Georgië, Kacha Lomaia, maakte later duidelijk dat het slechts ging om 1.000 man troepen die werden teruggetrokken. Hij verklaarde tegenover Reuters: "We hebben al verklaard aan onze Amerikaanse vrienden dat we de helft van ons contingent soldaten gaan terugtrekken uit Irak binnen een paar dagen omdat we onder Russische agressie liggen."

### 9 augustus: Escalatie van het conflict

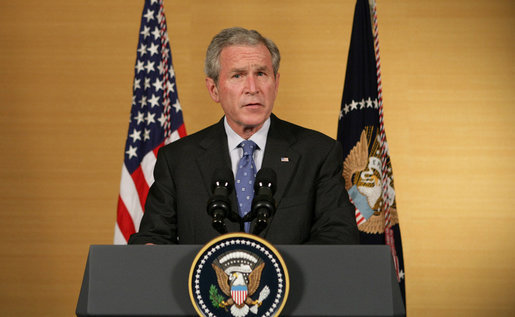
De Amerikaanse president Bush veroordeelde de oorlog in Zuid-Ossetië sterk: "The United States takes this matter very seriously [...] Georgia is a sovereign nation and its territorial integrity must be respected."

Russische media verklaarden dat zwaar geweervuur was heropend tussen Russische en Georgische troepen gedurende de nacht. Alexander Lomaia verklaarde dat Saakasjvili van plan was de noodtoestand uit te roepen, en verklaarde verder dat Rusland de Zwarte Zeehaven Poti had gebombardeerd en de civiele en economische infrastructuur van Georgië had gebombardeerd. Georgische media rapporteerden tientallen doden door Russische luchtaanvallen op Poti en de militaire basis bij de stad Senaki. Ook werd verklaard dat de militaire vliegbasis Vaziani bij Tbilisi weer was gebombardeerd tijdens de vroege uren van de dag.
Georgië blokkeerde alle Russische tv-stations in Georgië met de verklaring dat Rusland een voortdurende informatieoorlog voerde. Rusland sloot op zijn beurt alle luchtverbindingen met Georgië af. Op dezelfde dag slaagden de Verenigde Naties er opnieuw niet in een consensus te bereiken over het verwoorden van een verklaring die zou moeten oproepen tot het beëindigen van de vijandelijkheden. De Russische president Medvedev verklaarde dat Rusland was begonnen met de operatie "om de Georgische zijde tot vrede te dwingen". Om 6:00 verklaarde een niet nader genoemde bron binnen het Russische Leger dat het 58e Leger de Georgische troepen volledig uit Tschinvali had verdreven, hetgeen later officieel werd bevestigd door het Russische ministerie van Defensie.
Om 06:27 schreef Reuters dat twee Russische gevechtsvliegtuigen Georgische artillerie bij Gori hadden gebombardeerd. Hierbij kwamen volgens Georgische autoriteiten een ongespecificeerde hoeveelheid burgers om het leven.
Om 07:41 meldde Lenta.Ru (via RIA Novosti) dat de 76e Luchtmachtdivisie (uit Pskov) van de Russische Luchtlandingstroepen (VDV) naar Tschinvali was gekomen. Volgens Igor Konasjenkov, de bevelhebber van de Russische grondtroepen, werden zij aangevoerd om de Russische grondtroepen te versterken. Hij verklaarde verder dat de 98e Luchtmachtdivisie (uit Ivanovo) van de Russische Luchtlandingstroepen en Spetsnaz van het Moskouse 45e Gedetacheerde Verkenningsregiment naar het conflictgebied zou worden gebracht. Deze informatie werd bevestigd door de persdienst van het Russische ministerie van Defensie. De Russische autoriteiten bleven bij de claim dat het Georgische offensief 1500-2000 levens aan Zuid-Osseetse zijde had geëist. Een claim die enkele dagen later door onder andere Human Rights Watch als ongefundeerd bestempeld werd, en volgens HRW mogelijk bijgedragen heeft aan Zuid-Osseetse wraakacties, zoals het massaal vernietigen van Georgische dorpen in Zuid-Ossetië.
Om 07:57 verklaarde Rusland dat het 58e Leger Tschinvali volledig had "bevrijd" van Georgische gewapende troepen. Om 08:30 bevestigde de Russische Generale Staf dat ze twee vliegtuigen had verloren: een Su-25 en een Toepolev Tu-22M, terwijl Georgië claimde tien vliegtuigen te hebben neergeschoten en drie piloten te hebben gevangengenomen. Een overleefde de crash niet, de twee anderen belandden in het ziekenhuis. Tevens claimde Georgië 40 Russische tanks te hebben vernietigd. Zuid-Ossetië claimde dat ze twee Georgische vliegtuigen had neergeschoten. In de ochtend van 9 augustus werden Russische paratroepen vanaf het Noord-Osseetse Beslan over land naar Zuid-Ossetië getransporteerd.
Saakasjvili vroeg zijn parlement om een staat van beleg uit te vaardigen, waardoor reservisten konden worden opgeroepen. Het parlement stemde hiermee in voor een tijdsduur van 15 dagen. Hoewel een staat van beleg geen officiële oorlogsverklaring is, houdt het wel in dat Georgië de facto in oorlog was met Rusland. Saakasjvili riep op tot een staakt-het-vuren en onderhandelingen. Volgens de secretaris van de Georgische veiligheidsraad Aleksandr Lomaia betekende Saakasjvili's aanbod dat de Georgische troepen zich terug zouden trekken uit Tschinvali en niet meer zouden reageren op Russische beschietingen. Saakasjvili gaf opdracht de troepen terug te trekken uit Tschinvali. De Russische ambassadeur bij de NAVO Dmitri Rogozin verklaarde dat Rusland alleen aan onderhandelingen zou beginnen als Georgische troepen zich terug zouden trekken tot de posities van voor het conflict. Om 16:15 verklaarde het Russische ministerie van Defensie dat ze geen staakt-het-vuren-voorstel van Georgië had ontvangen.
Vladimir Ivanov, de onderbevelhebber van de gezamenlijke vredestroepen in de Georgisch-Osseetse conflictzone, claimde dat Georgische troepen in Tschinvali zich overgaven aan de Zuid-Ossetiërs, maar dat de gevechten doorgingen rondom het dorp Zemo Nikozi.
Later op de dag bleek ook dat er zich Russische aanvallen op doelen in de Kodori-vallei in Abchazië voordeden, het enige gebied in Abchazië dat door Tbilisi wordt bestuurd. De Georgische autoriteiten berichtten in de middag van 9 augustus dat Russische bombardementen werden uitgevoerd op verschillende dorpen in het gebied, waaronder Sakeni. Ook de lokale verbindingsweg naar centraal-Georgië was doelwit. Volgens Saakasjvili werden door Abchazische rebellen enkele aanvallen uitgevoerd, maar zijn deze alle teruggeslagen.
De Russische premier Vladimir Poetin beschuldigde Georgië van genocide, volgens Poetin worden de Russen in Zuid-Ossetië massaal vermoord. Poetin beweerde dit vanaf de aanvang van het conflict, enig bewijs van genocide was er niet. Tevens werd Oekraïne door de Russen ervan beschuldigd de Georgiërs aan te zetten tot "etnische zuiveringen". Door beide partijen werd overigens beweerd dat de tegenstander zich schuldig maakt aan etnische zuiveringen.
Internationaal nam de druk op Georgië en Rusland toe om tot onderhandelingen te komen. Vladimir Poetin ging niet in op de voorstellen van Nicolas Sarkozy, die namens de Europese Unie vroeg de wapens neer te leggen. Volgens insiders was de ontmoeting tussen Poetin en Sarkozy in Peking zeer moeizaam. Poetin bleef bij zijn standpunt dat hij Georgië tot de orde wilde roepen. Ook interventies van George W. Bush en Condoleezza Rice leverden niets op. Tijdens een persconferentie liet een Amerikaans vertegenwoordiger weten dat de NAVO en de internationale gemeenschap niet betrokken willen raken bij het conflict. Steun aan Georgië zou voor het Westen immers een verwijdering van Rusland betekenen.

### 10 augustus: Voortdurende gevechten en Georgische terugtrekking

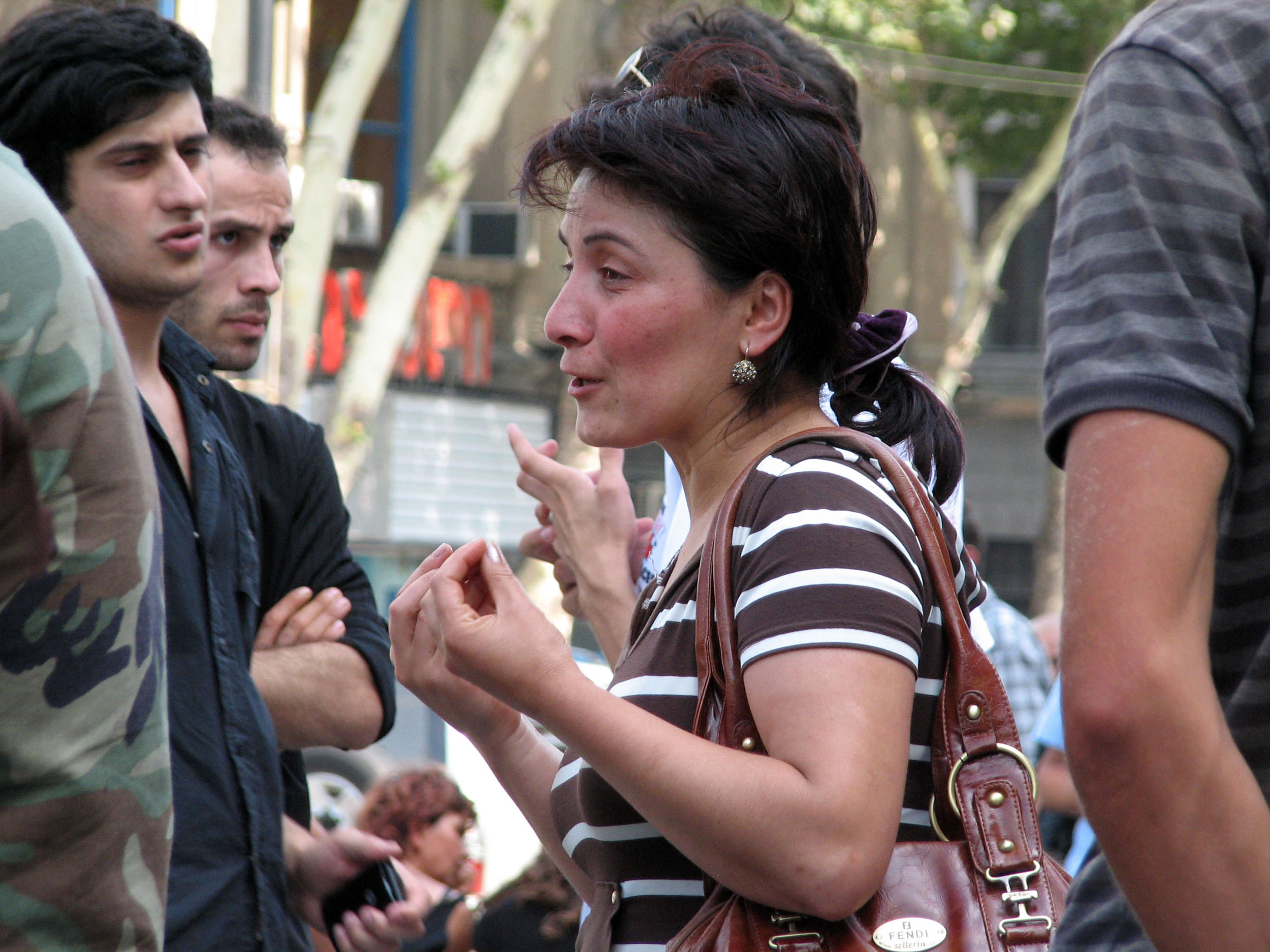
Georgische vluchtelingen uit Zuid-Ossetië zijn naar Tbilisi getrokken om hulp te vragen

Volgens Zuid-Osseetse functionarissen stopten de gevechten aan de zuidelijke grenzen van Tschinvali rond middernacht. De Russische bevelhebber van het 58e Leger, luitenant-generaal Anatoli Chroeljov raakte in de vroege ochtend gewond door beschietingen van Georgische troepen buiten Tschinvali.
Het Georgische ministerie van Binnenlandse Zaken verklaarde dat Rusland 6000 soldaten naar Zuid-Ossetië had gebracht over land en nog eens 4000 over zee naar Abchazië en dat deze troepen zich klaarmaakten om aan te vallen bij dageraad.
Vladimir Poetin vloog die dag naar Noord-Ossetië om - wat hij noemde - een "humanitaire" operatie te overzien en verkondigde dat het nu onwaarschijnlijk was dat Zuid-Ossetië ooit nog kon re-integreren in Georgië. Zijn woordvoerder verzekerde dat Poetins bezoek geen militaire doelen had.
Om 07:23 verklaarde een bron in de Russische marine dat verschillende Russische oorlogsschepen over zee naar Georgië voeren, namelijk het vlaggenschip van de Zwarte Zeevloot de raketkruiser Moskva, het escorteerschip Smetlivy, drie grote landingsvaartuigen en verschillende andere schepen. Volgens de bron zouden de schepen niet op weg zijn om de Georgische kust te blokkeren, daar "Rusland niet in staat van oorlog is met Georgië". De Georgische veiligheidsraadsecretaris Lomaia verklaarde dat Russische schepen de Abchazische haven Otsjamtsjire waren binnengevaren. Volgens Rusland moeten deze schepen eventuele wapenzendingen naar Georgië onderscheppen. Dat meldden de Russische persbureaus. Volgens Rusland leveren westerse landen wapens aan Georgië en zou Georgië met deze Westerse wapens de door Rusland gesteunde rebellen in Zuid-Ossetië en Abchazië bestrijden. Oekraïne heeft als reactie gegeven dat het niet in het conflict verzeild wil raken en dreigde Russische oorlogsschepen van de Zwarte Zeevloot die naar Sebastopol terug willen keren tegen te houden zolang het conflict voortduurt. De schepen hebben zich later teruggetrokken naar de Russische haven Novorossiejsk.
In de middag kondigde Georgië een wapenstilstand af en verklaarde het met Rusland te willen praten over de crisis rond Zuid-Ossetië. De Georgische strijdkrachten trokken zich eerder op de dag terug uit de regio Zuid-Ossetië, zo verklaarde het Georgische ministerie van Buitenlandse Zaken. Georgië zei dat de terugtrekking geen militaire nederlaag was, maar een stap om een "humanitaire ramp" te voorkomen. De Georgische zijde opende een humanitaire corridor ten zuiden van Tschinvali om burgers en gewonden in staat te stellen het conflictgebied te verlaten. Russische troepen zouden de Zuid-Osseetse hoofdstad Tschinvali inmiddels volledig onder controle hebben. Aan het einde van de middag van 10 augustus werd de hoofdstad Tbilisi gebombardeerd. Een vliegtuig loste enkele bommen op een buitenwijk van Tbilisi nabij een militair vliegveld. Russische gevechtsvliegtuigen bombardeerden de luchthaven volgens Georgische functionarissen eerder op de dag ook al. Daarnaast gingen Russische bombardementen in het westen van het land door, zoals in Zoegdidi en Abchazië.
De Russische president Dmitri Medvedev van zijn kant wil dat Georgië zich onvoorwaardelijk terugtrekt uit Zuid-Ossetië en de formele belofte tekent dat het de regio niet meer zal aanvallen. Deze voorwaarden stelde Medvedev in een telefoongesprek met de Franse president Nicolas Sarkozy die namens de Europese Unie onderhandelde. Volgens Micheil Saakasjvili hadden de Georgische militairen Zuid-Ossetië al verlaten. Het Russische ministerie van Buitenlandse Zaken ontkende dit en verklaarde dat er nog steeds werd gevochten in Zuid-Ossetië.
's Avonds raakte bekend dat de VS de 2000 Georgische troepen in Irak naar Georgië zou transporteren. Het was al duidelijk dat Georgië zijn troepen terug zou trekken, maar het had echter zelf geen middelen om ze te transporteren. Daarop verzochten ze de VS dit te doen. In de avond van 10 augustus werd de VN-Veiligheidsraad gebriefd over de UNOMIG VN-missie in Abchazië naar aanleiding van de berichten over gevechten daar. Alle 15 waarnemers van de missie verlieten het gebied.

### 11 augustus: Opening tweede front
In de vroege ochtend, Moskoutijd, verklaarde Rusland klaar te zijn om vrede te sluiten met Georgië. VN-gezanten bevestigden dat Georgië bereid was om te onderhandelen met Rusland door zijn troepen uit Zuid-Ossetië terug te trekken en een veilige reiszone in te stellen voor vluchtelingen. De Russische ambassadeur Vitali Tsjoerkin zei dat Rusland "bereid is de oorlog te beëindigen", maar beschuldigde ook de VN secretaris-generaal ervan pro-Georgisch te zijn. Andere leden van de Veiligheidsraad waren kritisch over de Russische bereidheid tot praten, omdat het niet reageerde op het Georgische staakt-het-vuren. Lavrov suggereerde dat Saakasjvili verwijderd moest worden als leider van Georgië. Dit leidde tot een stevige woordenwisseling tussen de Amerikaanse en Russische VN-gezanten, waarmee de  spanningen tussen de Verenigde Staten en Rusland toenamen. De VS-ambassadeur beschuldigde Rusland ervan zich tegen vredespogingen te verzetten en vroeg de Russische ambassadeur, Tsjoerkin, of ze erop uit waren de "Georgische leiding te veranderen". Tsjoerkin ging hier niet direct op in, maar zei later dat "regimeverandering een Amerikaanse uitvinding is". Gedurende de voorgaande nacht bleven Russische bombardementen op doelen in heel Georgië doorgaan.
Georgië verklaarde in de ochtend dat het een Russisch ultimatum had ontvangen om zijn troepen nabij Abchazië te demobiliseren of te maken zou krijgen met een Russische inval in Georgisch grondgebied, de eis werd via VN-waarnemers aan Georgië overhandigd. Russische assistent-commandant Alexander Novitskiy berichtte in de ochtend van 11 augustus dat 9.000 Russische troepen en 350 pantservoertuigen Abchazië waren binnengetrokken gedurende de avond van 10 augustus.
Later op de dag werd bekend dat Rusland het Georgisch staakt-het-vuren van zondag had afgewezen. Dmitri Rogozin, de Russische gezant bij de NAVO meldde tijdens een persconferentie op 11 augustus in Brussel dat Moskou niet wilde onderhandelen met Saakasjvili omdat de Russen hem zien als oorlogsmisdadiger. "Saakasjvili moet gestraft worden voor het overtreden van het internationaal recht", aldus Rogozin. In dezelfde persconferentie verklaarde Rogozin dat in Zuid-Ossetië 2.500 mensen om het leven zouden zijn gekomen. Ook zouden de Georgische militairen zich schuldig hebben gemaakt aan verkrachting. Hij stelde dat het Georgische leger bommentapijten in Zuid-Ossetië heeft gelegd en dat de hoofdstad Tschinvali voor 98% is verwoest. Volgens de Russen heeft Saakasjvili zich schuldig gemaakt aan etnische zuiveringen. Allemaal zaken die kort daarna door Human Rights Watch sterk werden betwist.
De Europese Unie stelde een vier-stappenplan voor dat de oorlog zou moeten beëindigen: 
1. eerst moest er een staakt-het-vuren komen,
2. vervolgens moesten ze gaan zorgen voor de gewonden en
3. daarna zouden alle militairen onder toezicht Zuid-Ossetië moeten verlaten.
4. Uiteindelijk zouden beide landen dan kunnen beginnen aan onderhandelingen.

Dit plan werd ondertekend door Georgië, maar op 11 augustus verworpen door Rusland, wederom omdat de Russen niet willen onderhandelen met Georgië.
Volgens Georgische functionarissen waren grote aantallen Russische grondtroepen onbetwist Georgische grondgebied binnengetrokken op weg naar Gori en dat het vanuit Abchazië naar Senaki trok waar een belangrijke Georgische militaire basis was. Dit betekende dat Rusland nu een tweede front tegen Georgië had geopend. Als reden voor deze verovering gaven Russische vertegenwoordigers "preventie van Georgische aanvallen". Russische troepen trokken ook naar de havenstad Poti en vernielden daar infrastructuur. De Georgische president Saakasjvili gaf in een televisietoespraak in de avond van 11 augustus aan dat "significante delen" van het land door Rusland bezet waren.
Terwijl Georgische troepen zich steeds verder terugtrokken in een poging de hoofdstad Tbilisi te verdedigen, riep de Georgische regering de internationale gemeenschap op in te grijpen bij de oorlog in het land. Later op de avond verklaarde een Russische defensie-vertegenwoordiger dat Russische troepen zich uit Senaki hadden teruggetrokken nadat ze een Georgisch garnizoen dat Zuid-Ossetië kon bestoken hadden verdreven. Rusland ontkende enige bedoeling te hebben om Georgië te bezetten, "We hebben al genoeg grondgebied om aandacht aan te besteden, we hebben Georgië niet nodig." aldus Aleksei Pavlov, Kremlinvertegenwoordiger. De vertegenwoordiger van het ministerie van Buitenlandse Zaken van Georgië beweerde dat Rusland "intensieve gevechten" was begonnen nabij Gori na eerdere luchtaanvallen. Georgische troepen hebben daarop teruggeschoten. De vertegenwoordiger van Russische Buitenlandse Zaken bevestigde noch ontkende het voorval.
In de late avond van 11 augustus 2008 verklaarde president George W. Bush het optreden van Rusland in Georgië onaanvaardbaar te vinden en niet passend binnen de 21e eeuw. Volgens Bush leek Rusland de democratisch gekozen regering van Georgië omver te willen werpen. De Veiligheidsraad van de Verenigde Naties kwam 11 augustus bijeen tijdens een besloten spoedzitting over de crisis in Georgië. De Veiligheidsraad had zich toen al vier keer zonder succes gebogen over de kwestie. Rusland kan als permanent lid van de Raad met een veto elk voorstel tegenhouden.

### 12 augustus: Rusland stopt militaire operatie

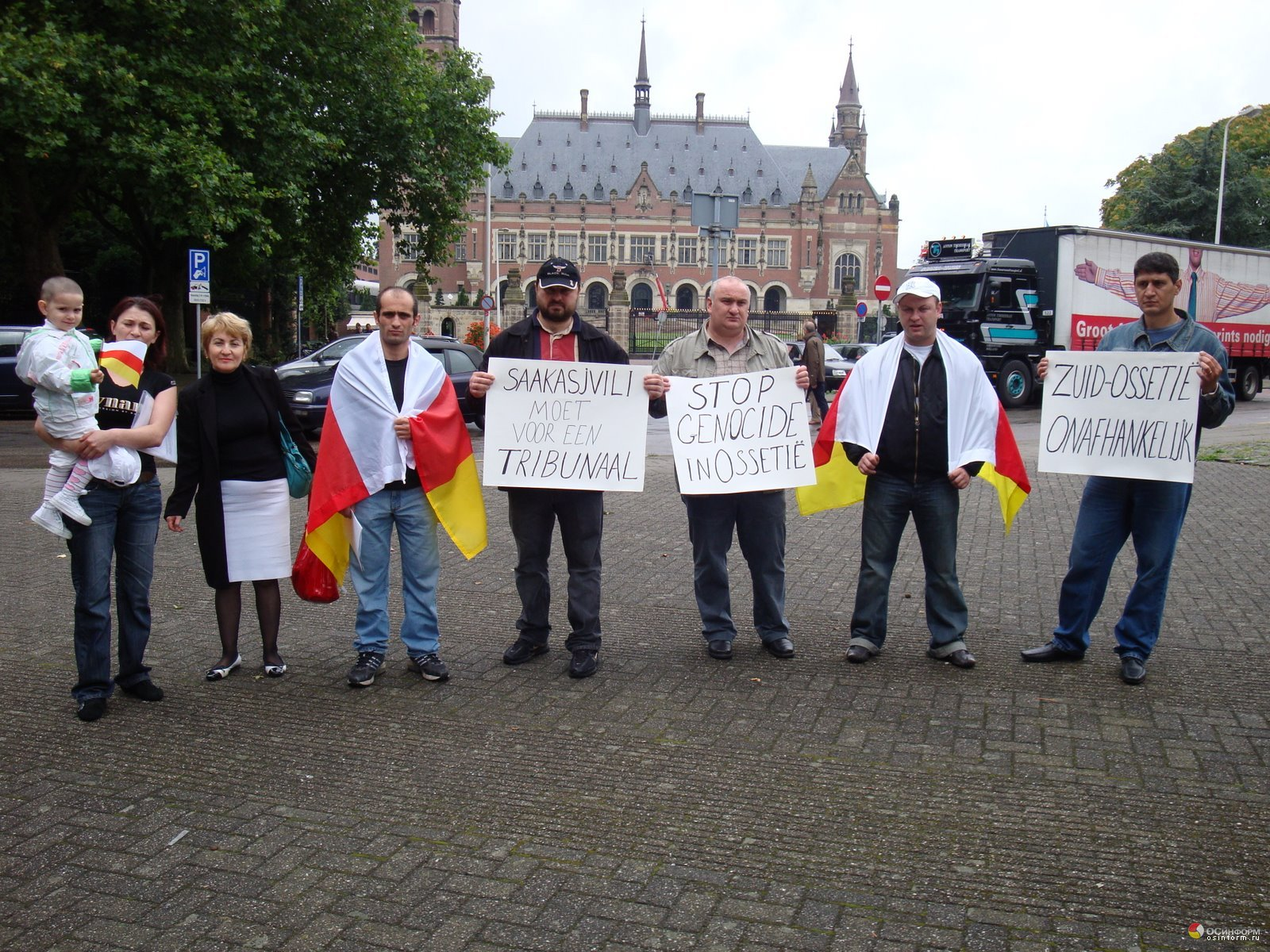
Osseten demonstreren tegen Georgië voor het Vredespaleis in Den Haag, 12 augustus 2008

De Franse president Nicolas Sarkozy bezocht op 12 augustus namens de Europese Unie de Russische president Dmitri Medvedev, om een nieuw voorstel ten behoeve van vrede voor te leggen. Dit bestond nu uit zes punten en zou de basis blijken van het beëindigen van het gewapende conflict.
In de ochtend van 12 augustus werden ontploffingen waargenomen in de Georgische plaats Gori. Op diezelfde ochtend werd bekend dat de Nederlandse 39-jarige RTL-cameraman Stan Storimans hierbij is omgekomen. Correspondent Jeroen Akkermans raakte gewond aan zijn been. De Russische autoriteiten ontkenden echter hardnekkig dat zij schuldig waren. De Nederlandse cameraman was de vierde journalist die om het leven kwam tijdens het Russisch-Georgische conflict.
De Franse president Nicolas Sarkozy bereikte een door de Europese Unie voorgesteld akkoord met Rusland over een staakt-het-vuren en een 6-punten plan om onderhandelingen te starten. 
1. Zo moest Rusland alle militaire acties te staken,
2. moesten de Russische manschappen zich terugtrekken uit Georgië en
3. mochten de Russen geen geweld meer gebruiken.
4. Ook Georgië moest stoppen met gewelddadigheden en
5. zich terugtrekken op de positie van voor het conflict.
6. Verder moesten beide partijen humanitaire hulp toelaten.

Sarkozy meldde dat het eerste doel was om het geweld te stoppen. Na zijn bezoek aan Rusland reisde Sarkozy door naar Tbilisi, waar hij laat in de avond van 12 augustus aankwam. Sarkozy en Saakasjvili bespraken het door de EU voorgestelde stappenplan. Ook werd er gesproken over clausules in het plan omtrent internationale bemiddeling over de status van Zuid-Ossetië en Abchazië.
Eerder op de dag gaf de Russische president Medvedev de opdracht de militaire operaties te stoppen. Dmitri Medvedev verklaarde dat het Russische leger Georgië inmiddels had bestraft en dat de orde en veiligheid voor de Russische burgers en vredestroepen was hersteld. Wel behielden de militairen het recht zichzelf te verdedigen en op te treden tegen Georgische agressie, aldus Medvedev. Medvedev zei: "Ik heb besloten om de Georgische regering niet langer tot vrede te dwingen". Georgische troepen trokken zich terug richting de hoofdstad Tbilisi. Ramsay zei: "De Russen hebben hun doel blijkbaar bereikt en de Georgiërs ver genoeg teruggedrongen vanaf Zuid-Ossetië." Met de verklaring van president Medvedev kwam de militaire fase van het conflict in theorie ten einde.
Georgië diende op 12 augustus 2008 een klacht in tegen Rusland bij het Internationaal Gerechtshof (ICJ) in Den Haag. Georgië verweet Rusland schending van het Internationaal Verdrag inzake de uitbanning van alle vormen van rassendiscriminatie uit 1965. Georgië beschuldigde Moskou van steun aan separatistische krachten in Zuid-Ossetië en Abchazië bij etnische zuiveringen van 1993 tot 2008. Georgië vroeg de VN-rechters te verklaren dat Rusland in strijd heeft gehandeld met het internationaal recht en dat het zich moest onthouden van verdere steun aan de Zuid-Osseetse en Abchazische separatisten. Ook eiste Georgië terugtrekking van de Russische troepen van zijn grondgebied en een schadevergoeding.

### 13 augustus: Rusland en Georgië akkoord over stappenplan

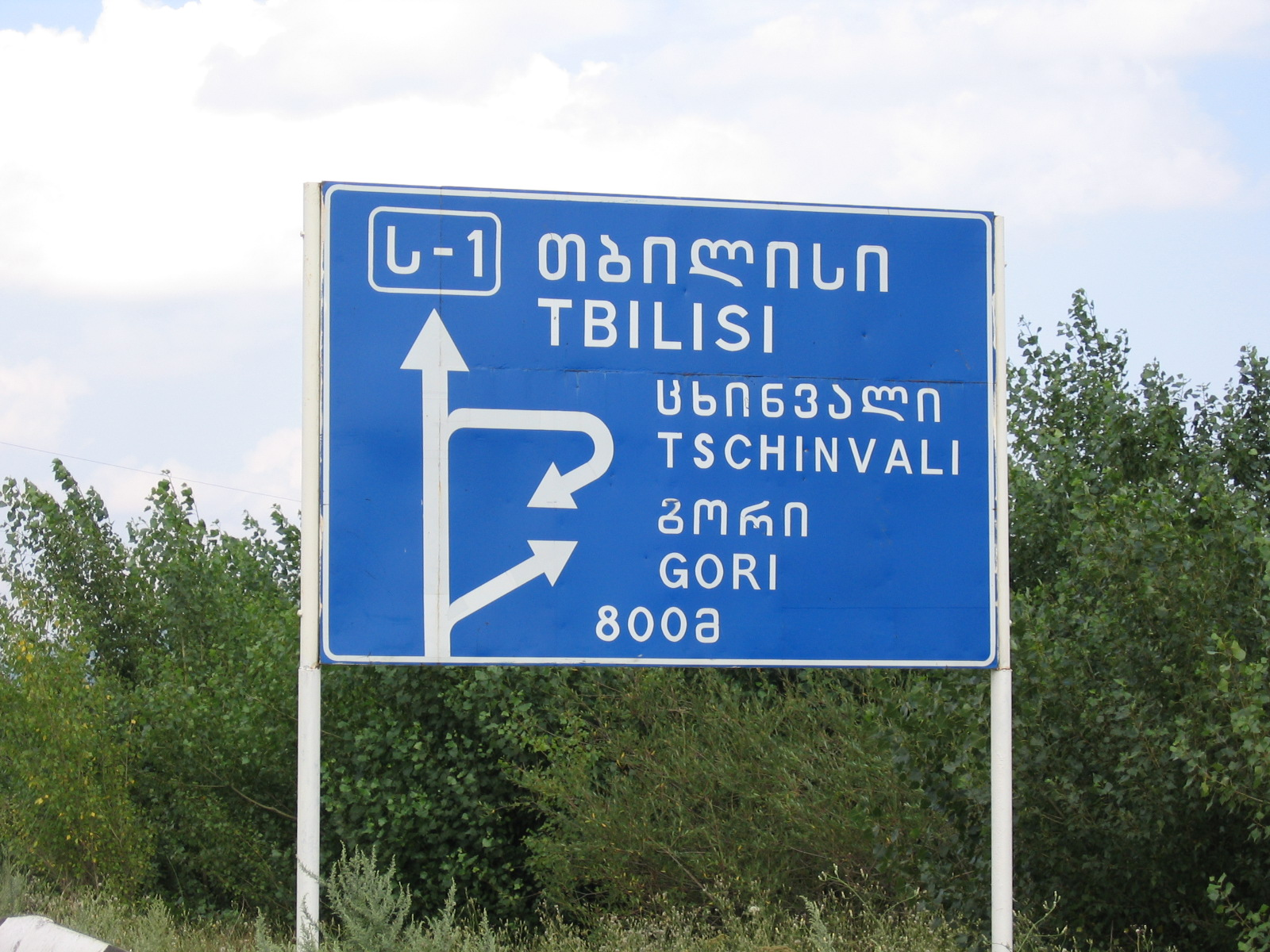
De belangrijkste weg in Georgië, op 13 augustus 'bewaakt' door Russische militairen

Op 13 augustus raakte bekend dat Rusland en Georgië het eens waren geworden over een stappenplan, dat moest leiden tot een doorbraak in het conflict. Volgens het stappenplan moeten beide legers zich terugtrekken naar de posities die ze voor het conflict innamen en moeten er gesprekken komen over de toekomst van de regio's Abchazië en Zuid-Ossetië en een bindend akkoord waarbij verder geweld wordt afgezworen. Saakasjvili heeft echter aangegeven dat er niet aan de soevereiniteit van de Georgische grenzen mag worden getornd. De leiders van Zuid-Ossetië hebben echter uitgesloten dat ze gesprekken zullen voeren met de Georgische leiding, die ze beschuldigen van 'genocide'. Later werd de clausule over toekomstige gesprekken over de beide regio's uit het verdrag gehaald.
Rusland had eerder al aangegeven de opmars door Georgië te hebben gestaakt, maar de Georgische veiligheidschef Lomaia verklaarde dat om 07:45 's morgens ongeveer 50 Russische tanks 8 uur na het akkoord toch Gori binnen waren gereden. Rusland ontkende de verklaring, die overigens wel bevestigd werd door Al Jazeera en een correspondent van de BBC. Rusland verklaarde wel dat de Russische troepen zich pas zouden terugtrekken wanneer de Georgische troepen zich weer in hun barakken bevinden. Inwoners van Gori die de stad ontvluchtten, vertelden dat de Russische militairen aan het plunderen en brandstichtten waren geslagen. Ook rebellen uit Zuid-Ossetië zouden daaraan mee hebben gedaan. Georgische burgers melden verder dat ze onder dreiging van een vuurwapen werden gedwongen hun auto af te staan. De BBC meldde verder dat Russische soldaten Georgische militaire bases in de buurt van de stad ontmantelden en verwoestten. Georgische speciale troepen hebben een blokkade opgezet op de weg naar Tbilisi. De Georgische minister van Buitenlandse Zaken Tkesjelasjvili verklaarde eerder al op 13 augustus dat zich "verschrikkelijke" gebeurtenissen zouden afspelen in door Rusland gecontroleerde delen van Georgië. Mannen zouden uit hun huizen worden gehaald om te worden geëxecuteerd en er zou op grote schaal worden geplunderd in Georgische dorpen. Dat laatste werd door Human Rights Watch beaamd, dat op 13 augustus rapporteerde over plunderingen en brandstichting in etnisch Georgische dorpen langs de weg tussen Java en Tschinvali, zoals in Tamarasjeni, Kechvi en Atsjabeti.

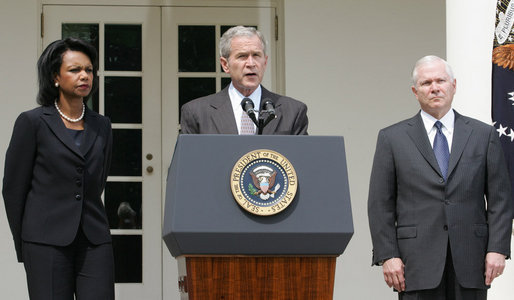
Geflankeerd door Condoleezza Rice en Robert Gates geeft VS president George W. Bush een statement over de situatie in Georgië op 13 aug. 2008. Foto door Joyce N. Boghosian

In de avond van 13 augustus sprak president Bush zijn zorgen uit over signalen dat de Russische militairen nog steeds in Georgië aanwezig zouden zijn. De militairen zouden oprukken richting de hoofdstad Tbilisi. Bush zei vernomen te hebben dat zowel Georgië als Rusland zich niet hielden aan het akkoord van 12 augustus (staakt-het-vuren). Rusland bevestigde dat Russische troepen nog aanwezig waren in Georgië, maar zei dat de troepen langs de weg naar Tbilisi geen oorlogshandelingen pleegden. Rusland verwierp de beschuldiging dat de Russen zich niet aan het akkoord zouden houden. Het Russische ministerie van Buitenlandse zaken verklaarde: "de Russische Federatie houdt zich aan het akkoord van gisteren en hoopt dat Georgië dat ook doet." CNN reporter Matthew Chance reisde gelijk op met het Russische konvooi en meldde dat de Russen inderdaad richting de hoofdstad waren gereden, ze zouden zich 50 kilometer vanaf Tbilisi bevinden. Er was geen verzet van Georgische zijde. De Russische militairen wilden geen commentaar geven, maar Chance houdt het voor mogelijk dat de Russen een bufferzone willen creëren rond Zuid Ossetië.
President Saakasjvili verklaarde woensdag op CNN dat de Russen oprukten naar de hoofdstad wat in strijd is met het de dag daarvoor bereikte akkoord. Volgens dit akkoord moeten de troepen zich terugtrekken en hun posities van voor 6 augustus innemen. De Russische generale staf beschuldigde op zijn beurt Georgië ervan zich niet aan het akkoord te houden. Volgens de Russen moesten de Georgische militairen terugkeren naar hun barakken. Volgens Saakasjvili had het Westen onvoldoende beseft welke intenties Rusland had met de inval in Georgië. Het Westen zou te snel denken dat het conflict met een akkoord was opgelost. Saakasjvili werd daarin gesteund door de leiders van de voormalige Oostbloklanden: Polen, Litouwen, Estland en Letland. De leiders van deze landen verschenen in de ochtend van 13 augustus samen met Saakasjvili op een persconferentie.
Op woensdag 13 augustus zegde Rusland tegen middernacht (GMT) toe dat Russische troepen zich op donderdag uit Gori terug zouden trekken. Dat verklaarde een hoge Georgische functionaris namens het Russische leger. Eerder op de dag meldde Georgië dat Russische tanks Gori binnen waren getrokken, daarmede schond Rusland het bestand met Georgië dat een dag eerder tot stand was gekomen. De Amerikaanse minister van Buitenlandse Zaken Condoleezza Rice waarschuwde Rusland dat het verder geïsoleerd zou raken als het zich niet aan het bestand hield. Sarkozy zou in de loop van de dag nog met de Russische president Medvedev hebben gesproken. Amerika zegde Georgië humanitaire hulp toe, een eerste transporttoestel met medicijnen, tenten en bedden kwam woensdagavond aan in de Georgische hoofdstad Tbilisi.

### 14 augustus: Russische overwinningsroes
De Russische president Dmitri Medvedev wilde dat Georgië een bindend akkoord ondertekende waarin staat dat het de afvallige regio's Zuid-Ossetië en Abchazië niet meer binnenvalt. Medvedev heeft hier contact over gehad met de Franse president Nicolas Sarkozy. Rusland heeft sinds het begin van de oorlog duizenden extra militairen naar Georgië overgebracht, in totaal waren er rond de 15.000 Russische militairen in Georgië. Een woordvoerder van het Georgische ministerie van Binnenlandse Zaken zei 14 augustus dat het Russische leger zich terug trok uit de Georgische stad Gori. In de ochtend van 14 augustus trokken de Russen zich al terug uit de havenstad Poti. Een Russische generaal verklaarde echter dat zijn troepen nog verschillende dagen in de buurt van Gori zouden blijven om wapentuig weg te halen en te "helpen bij het herstellen van de orde in Gori".
Op hun terugtocht uit Georgië vernielden Russische militairen zo veel mogelijk vliegvelden en materieel van het Georgische leger, meldden ooggetuigen donderdag 14 augustus 2008. Volgens de Georgische kustwacht vernielden Russische militairen in Poti vier patrouilleboten en namen ze radarinstallaties en andere materiaal mee. In de omgeving van Gori waren 14 augustus minstens twintig explosies te horen. De plaatsvervangend chef van de Russische generale staf Anatoli Nogovitsyn zei dat Russische troepen in Gori waren om zich over achtergelaten voorraden van het Georgische leger te ontfermen. Deense journalisten die met een vertegenwoordiger van de UNHCR op weg waren naar Gori werden tegengehouden door veelal dronken Zuid-Osseetse en Russische militairen.
Ongeveer 130 pantservoertuigen van het Russische leger verlieten 14 augustus de West-Georgische stad Zoegdidi en trokken Georgië dieper binnen. Dat meldde het Georgische ministerie van Binnenlandse Zaken. In Senaki, 40 kilometer ten zuidoosten van Zoegdidi, zou eerder een militaire basis door de Russen zijn vernietigd.
Op 14 augustus 2008 verscheen voormalig president van de Sovjet-Unie Michail Gorbatsjov op CNN in een interview met Larry King. Volgens Gorbatsjov is Georgië debet aan de start van het conflict. Hij zei dat Georgië de Russen had geprovoceerd door Zuid-Ossetië aan te vallen en de stad Tschinvali vrijwel geheel te vernietigen. Gorbatsjov noemde de aanval op de hoofdstad van Zuid-Ossetië 'barbaars' en zei dat het Westen onvoldoende op de hoogte is van hetgeen zich heeft afgespeeld in Tschinvali. Volgens Gorbatsjov wil Georgië de Russen de schuld in de schoenen schuiven en wil Rusland helemaal niet de regering van Georgië omver werpen. Dezelfde dag verscheen ook Saakasjvili bij Larry King, hij reageerde verontwaardigd op de uitlatingen van Gorbatsjov, die hij afdeed als leugens. Gorbatsjov waarschuwde Amerika dat zij de fragiele relatie met Rusland op het spel zet door Georgië te steunen.

### 15 augustus: Internationale onderhandelingen

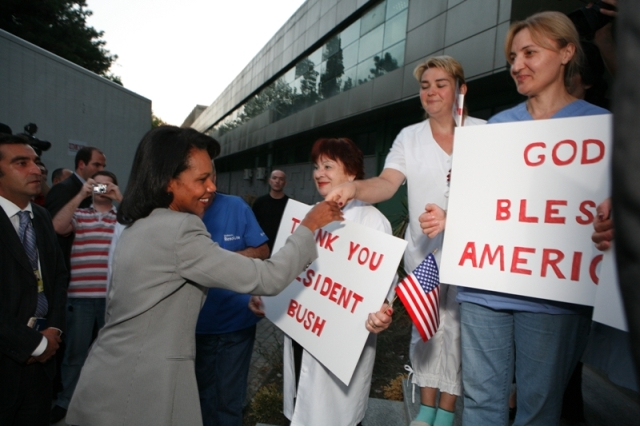
Condoleezza Rica krijgt een warm welkom in Georgië

Vrijdag 15 augustus startte een diplomatiek offensief om de crisis in Georgië te beëindigen. De Amerikaanse minister van Buitenlandse Zaken Condoleezza Rice arriveerde in Tbilisi voor overleg met Micheil Saakasjvili, zij bevestigde de Amerikaanse steun aan Georgië en hoopte het eerder overeengekomen staakt-het-vuren te verbeteren en bekrachtigen. Rice was voorstander van het Europese vredesplan als eerder voorgesteld door Sarkozy. De Russen waren vrijdag nog steeds aanwezig in de Georgische steden Gori en Poti, ondanks toezeggingen zich terug te trekken De Duitse bondskanselier Angela Merkel sprak met de Russische president Dmitri Medvedev in de Russische stad Sotsji. Merkel hoopte Medvedev zo ver te krijgen dat hij zijn troepen uit Georgië terughaalde. Volgens Merkel waren sommige aanvallen van Rusland in Georgië gerechtvaardigd, maar waren andere aanvallen disproportioneel. Medvedev zei dat Rusland op dezelfde manier zal reageren als zijn troepenmacht weer aangevallen wordt. Rusland staat volgens Medvedev borg voor de veiligheid in de Kaukasus.
Georgië verzocht het Internationaal Gerechtshof in Den Haag Rusland aan te manen om te stoppen met mensenrechtenschendingen in Georgië. Georgië meldde 14 augustus al dat de Russen nog steeds aanwezig zijn op Georgisch grondgebied, ondanks de Georgische terugtocht en het eerder door beide partijen ondertekende staakt-het-vuren akkoord.
De mensenrechtenschendingen richtten zich, volgens Georgië, tegen etnische Georgiërs en bestaan uit moorden, aanvallen op burgers en het tegenhouden van humanitaire hulp. Volgens Georgië zouden de Russen verboden clusterbommen gebruiken. Rusland ontkent dat.

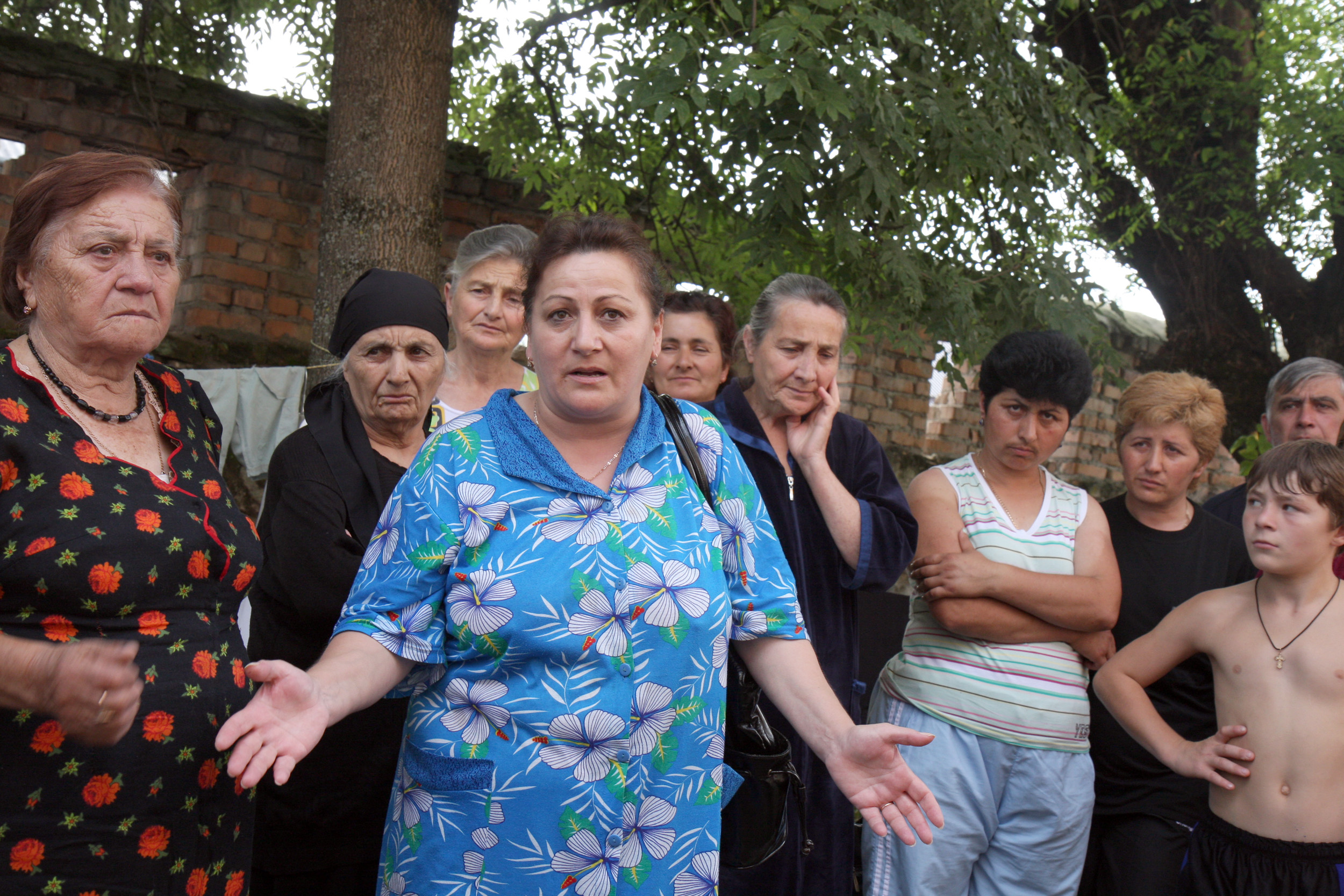
Vluchtelingen uit Zuid-Ossetië in een vluchtelingenkamp in Noord-Ossetië

Ongeveer 118.000 mensen zijn door de gevechten in Georgië op de vlucht geslagen, volgens een schatting van de UNHCR. Zo'n 45.000 mensen uit Zuid Ossetië vluchtten naar Rusland en centraal-Georgië, onder de Georgische bevolking sloegen 73.000 mensen op de vlucht. Buitenlandse humanitaire hulp om de vluchtelingen bij te staan komt wel in Georgië aan, maar wetteloosheid en plunderingen maken de verstrekking van de hulpgoederen in de zwaarst getroffen gebieden onmogelijk. Paramilitairen en criminelen maken gebruik van de afwezigheid van autoriteiten, zei de VN. Ook het Rode Kruis kan niet goed uit de voeten.
George W. Bush beschuldigde Rusland van het treiteren van Georgië. Ook herhaalde hij dat de VS achter Georgië staan. Bush noemde het optreden van de Russen intimiderend en zei dat intimidatie in de 21e eeuw geen aanvaardbare manier is om buitenlandse politiek te bedrijven. Ook zei Bush dat het optreden van de Russen in Georgië de verstandhouding met de VS en bondgenoten schaadt. Bush zei niet terug te willen keren naar de Koude Oorlog, maar dat Rusland door het optreden in Georgië zijn geloofwaardigheid heeft beschadigd. Nederland is bereid waarnemers te sturen naar Georgië.
De Georgische president Saakasjvili tekende vrijdagmiddag een vredesakkoord. De Franse president Sarkozy is de architect van het vredesinitiatief, dat voorziet in een stappenplan. Eerder stemde de Russische president Medvedev in met dit plan, maar Rusland heeft het plan nog niet ondertekend.

### 16 augustus: De nasleep
Op zaterdag 16 augustus tekende ook de Russische president Dmitri Medvedev het vredesakkoord. Volgens dit akkoord moeten de Russische en Georgische troepen zich terugtrekken op de posities die ze innamen voordat het conflict begon. Er mogen 1.500 Russische vredeshandhavers binnen Georgië blijven om de conflictzones rond Zuid-Ossertië en Abchazië te bewaken.
Ondanks het ondertekende vredesakkoord hebben de Russen zich zaterdag niet teruggetrokken uit Georgië. Volgens Georgië zouden Russen op 16 augustus een belangrijke Georgische spoorbrug op hebben geblazen: de Metechi-Grakalibrug bij Kaspi. De spoorbrug is een belangrijke verbinding tussen Tbilisi en de havenstad Poti en is belangrijk voor olietransporten naar de haven Poti. De Russen ontkennen dat ze de brug zaterdag hebben opgeblazen, ze zouden dat al eerder die week gedaan hebben. Het Russische ministerie van Buitenlandse zaken liet weten dat de Russische militairen nog aanwezig zijn in Georgië omdat ze door Georgische soldaten achtergelaten wapens, mijnen en munitie op willen ruimen. Hierbij verwoestten de Russen Georgische militaire bases en nemen ze militaire voertuigen en tanks in beslag. De verwoestingen worden door de Russen overigens ontkend. De Russische staatstelevisie toonde wel meer dan 100 in beslag genomen tanks, die volgens Rusland waren opgesteld in Tschinvali. CNN correspondenten bevestigden de aanwezigheid van Russische troepen in Georgië. Rusland zei dat ze nog aanwezig zijn om de vrede te bewaren.
Op zaterdag staken Russische militairen en opstandelingen volgens het Georgische ministerie van Buitenlandse Zaken het Georgische nationale park Bordzjomi in brand. In het Bordzjomi-Tsjaragaoelipark bevindt zich de bron van het Borjomi Mineraalwater. een belangrijk exportproduct van Georgië. Georgië heeft buurland Turkije gevraagd te helpen de brand te bestrijden. Russische militairen hielden de hulptroepen echter tegen. Hoewel het park brandde, ontkende Rusland daarbij betrokken te zijn.
President Bush zei nogmaals dat Rusland zich moest houden aan het vredesakkoord en zich moet terugtrekken uit Georgië. Rusland zou, volgens Bush, de relatie met het Westen op het spel zetten.
Nicolas Sarkozy, onderhandelaar namens de EU, schreef zaterdag aan Saaskasjvili dat Rusland zich uit alle Georgische steden buiten Zuid-Ossetië en Abchazië moet terugtrekken. Dit deed Sarkozy om bestaande onduidelijkheden over het vredesakkoord uit de wereld te helpen.
Ondertussen kregen de onderhandelaars Angela Merkel en Nicolas Sarkozy scherpe kritiek van de Poolse president Lech Kaczyński. Duitsland en Frankrijk zouden vanwege commerciële belangen te soft optreden tegen Rusland. De Poolse president zei dat hij niet geloofde in een gemeenschappelijk EU-standpunt tegenover Rusland. Kaczyński zei dat Frankrijk en Duitsland het beleid van de EU ten opzichte van Rusland bepalen, zonder rekening te houden met het belang van de oostelijke lidstaten. De oostelijke staten zijn bang voor Rusland. Polen, Letland, Litouwen en Estland hebben de Russische militaire inval in Georgië scherp veroordeeld. Ze noemen de Russische politiek 'imperialistisch en revisionistisch' en vragen de NAVO en de EU stelling te nemen. President Kaczyński handelde zonder instemming van de Poolse regering en premier Donald Tusk. Zij willen de spanningen met Rusland niet te hoog op laten lopen.

### 17 augustus: Rusland doet opnieuw toezeggingen
In de loop van de dag verzekerde de Russische president Medvedev nogmaals dat Rusland zijn troepen uit Georgië zou terugtrekken. Medvedev zei dat tegen de Franse president Sarkozy. Dit keer noemde Rusland maandag 18 augustus als datum. De Russische parlementariër Konstantin Kosachev zei dezelfde dag dat Rusland zich alleen zal terugtrekken als 'Georgië geen militaire middelen meer inzet in Zuid Ossetië en Abchazië'. Daarmee is de terugtrekking van Rusland afhankelijk van het gedrag van Georgië, aldus Kosachev. De toezegging van Medvedev om de Russische troepen terug te trekken uit Georgië was de zoveelste in een rij. De toezeggingen van de Russische regering worden in het Westen, vooral door de Verenigde Staten, inmiddels met de nodige scepsis ontvangen.
Volgens de UNHCR zijn er door het geweld in Georgië inmiddels al bijna 160.000 mensen op de vlucht geslagen.

### 18 augustus: Georgië wacht op terugtrekking Rusland

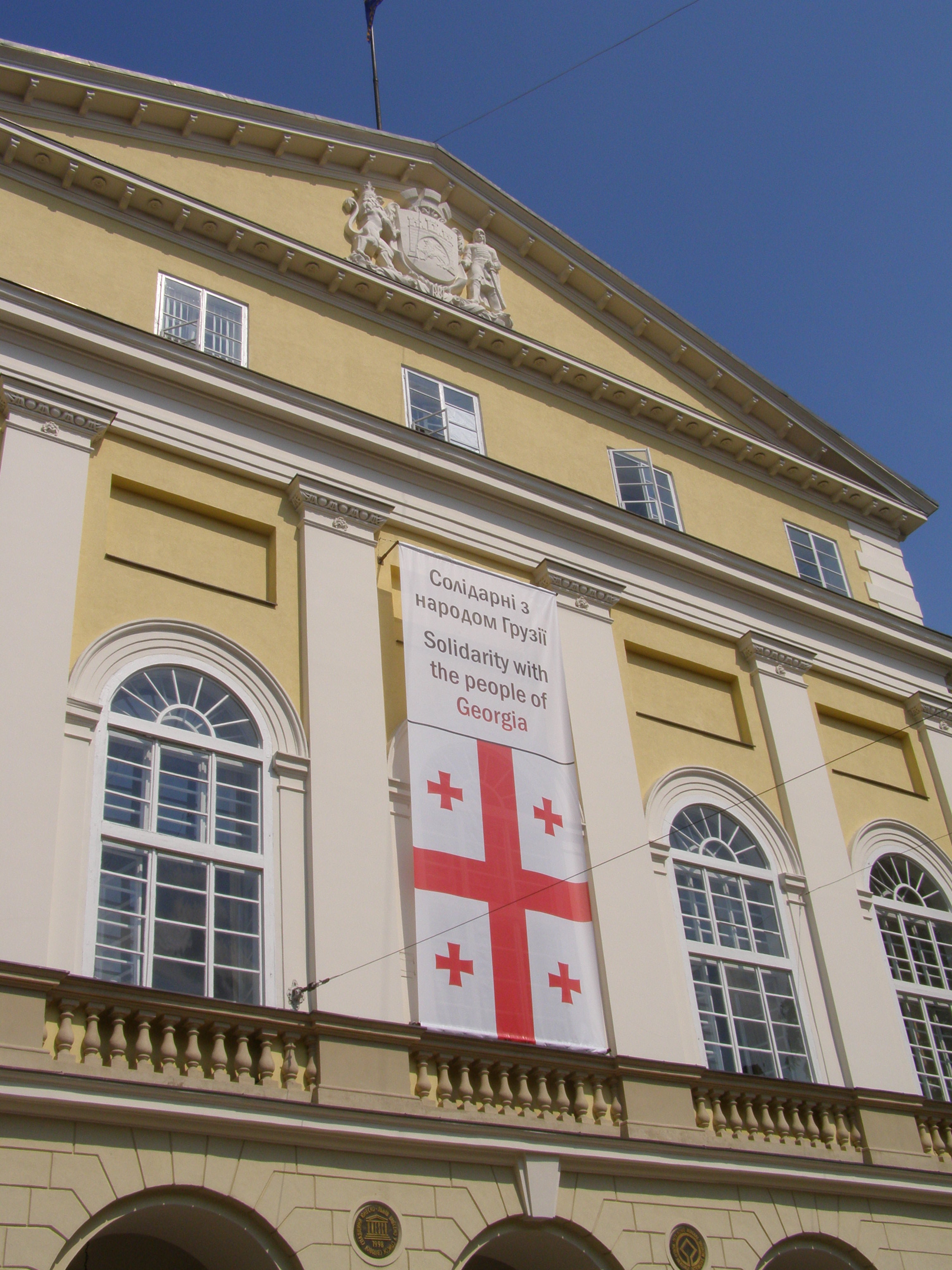
Lviv, Oekraïne, betuigt steun aan Georgië op 18.08.08

Inwoners van door Rusland bezette steden in Georgië wachtten maandag 18 augustus op het toegezegde vertrek van de Russische troepen. Ondanks de toezeggingen van president Medvedev hielden Russische troepen ook 18 augustus nog een groot deel van Georgië bezet. Een woordvoerder van het Georgische ministerie van Binnenlandse Zaken verklaarde dat van een terugtrekking van Rusland niets te merken was. De Russische pers meldde daarentegen dat de Russen zich hadden teruggetrokken uit delen van Georgië. De Zuid-Osseetse president Edoeard Kokojti heeft Rusland op 18 augustus gevraagd een permanente legerbasis te vestigen in Zuid Ossetië.

### 19 augustus: NAVO spreekt Rusland aan op toezeggingen
Op 19 augustus werd duidelijk dat de Russen zich, ondanks toezeggingen, nog niet uit Georgië hadden teruggetrokken. Ondanks ontkenningen in de Russische media, leken ze hun posities in Georgië te versterken. Dit werd op 19 augustus bevestigd door de NAVO, bij monde van Jaap de Hoop Scheffer en een verklaring van de ministers Buitenlandse Zaken van de lidstaten. De NAVO eiste dat Rusland alle punten naleeft uit het door beide landen ondertekende akkoord. Volgens De Hoop Scheffer is de relatie tussen de NAVO en Rusland niet 'business as usual' zolang Moskou het leger niet terugtrekt uit Georgië. De NAVO-Rusland-Raad zal tot die tijd niet bijeenkomen. De Russische minister van Buitenlandse Zaken Sergej Lavrov zei de NAVO vooringenomen te vinden. De NAVO zou, in de woorden van Lavrov, het "criminele regime in Tbilisi" steunen. Lavrov zei de troepen terug te willen trekken, maar stelde dat afhankelijk van het gedrag van de Georgische troepen. De Nederlandse minister van Buitenlandse zaken Maxime Verhagen verklaarde dat hij verheugd was dat de banden met Rusland niet waren doorgesneden. Volgens Verhagen is er geen militaire oplossing, alleen een politieke.
De NAVO kondigde aan een speciale NAVO-Georgië commissie in te willen stellen. Deze commissie zou Georgië moeten helpen met het herstel van de infrastructuur en het land moeten begeleiden op weg naar het NAVO-lidmaatschap. De Georgische president Saakasjvili zei in een reactie zich gesteund te voelen door de NAVO. Volgens Saakasjvili willen de Russen het Georgische volk demoraliseren en bang maken. Ook zou Rusland de Georgische regering en de vrijheid binnen het land willen vernietigen.
Op 19 augustus wisselden Rusland en Georgië krijgsgevangenen uit. Een Georgische functionaris zei dat hoewel zijn land vijf Russische soldaten ruilde voor vijftien Georgiërs, waaronder twee niet-strijders, Georgië vermoedde dat Rusland nog twee Georgiërs vasthield. Dezelfde dag sprak de Russische president Medvedev opnieuw met de Franse president Sarkozy. Hij zei hem toe de Russische troepen uiterlijk vrijdag 22 augustus uit Georgië terug te trekken. Medvedev zei dat 500 Russische militairen in het gebied zouden achterblijven. In Poti namen Russische troepen diverse Amerikaanse Humvees in beslag, die in de haven wachtten op verscheping terug naar de VS, na de "Immediate Response" NAVO oefeningen vlak voor de oorlog uitbrak.
Tegelijkertijd begon Rusland over de status van Zuid-Ossetië en Abchazië. Rusland had eerder al in het licht van de westerse steun voor de onafhankelijkheid van Kosovo de intentie geuit de onafhankelijkheid van de Georgische afscheidingsgebieden te erkennen (zie Opmaat naar oorlog 2008).

### 20 augustus: Conflict NAVO en Rusland nog niet opgelost
De Verenigde Staten stelden dat Rusland de regering van Saakasjvili wil ondermijnen omdat Saakasjvili pro-Westers is. De Verenigde Staten wilden dat de NAVO alle samenwerkingsprogramma's met Rusland zou opschorten en dat de Europese Unie de banden met Rusland minder zou aanhalen. Het Britse Verenigd Koninkrijk en enkele voormalige Oostbloklanden (Estland, Letland, Litouwen en Polen) steunen Amerika. De meeste landen binnen de Europese Unie (waaronder Duitsland en Frankrijk) wilden Rusland echter niet isoleren.
Op 20 augustus kreeg het Rode Kruis voor het eerst toegang tot de getroffen gebieden in Georgië en Zuid Ossestië.
Het Internationaal Strafhof maakte bekend onderzoek te doen naar mogelijke oorlogsmisdrijven en misdrijven tegen de menselijkheid gepleegd in Georgië. Russische troepen installeerden bij de stad Gori checkpoints die ze een dag eerder nog hadden verwijderd.

### 21 augustus: Rusland wil dat NAVO kiest
Terwijl de Russische terugtrekking op zich liet wachten, stelde de Russische minister van Buitenlandse Zaken Sergej Lavrov dat de NAVO moet kiezen: steun aan Georgië of samenwerking met Rusland. Lavrov legde - in zijn woorden - de keuze bij de NAVO en verklaarde: "Als de NAVO het bankroete regime van de Georgische president Saakasjvili wil steunen ten koste van samenwerking met Rusland, dan is dat niet onze schuld maar van de NAVO." Volgens Lavrov heeft de NAVO Rusland harder nodig dan Rusland de NAVO. Rusland verklaarde eveneens dat het tot nader order elke militaire samenwerking met de NAVO-landen stopzet. Rusland en de NAVO werkten samen op de terreinen van kleine antiraketsystemen, marinezaken en academische uitwisseling.
De Russische vertegenwoordiger bij de Verenigde Naties verklaarde in de avond van 21 augustus dat Rusland zich vrijdagnacht 22 augustus 2008 zal terugtrekken naar de bufferzone rond Zuid Ossetië. Daarbij blijven Russische troepen in Georgië aanwezig, hoeveel manschappen in Georgië blijven was niet duidelijk. Volgens de Russen is Rusland gerechtigd om de veiligheidszone tussen Georgië en Rusland uit te breiden conform een uit 1992 daterend akkoord. Het Russische leger schatte dat de terugtrekking tien dagen zal duren. De Verenigde Staten reageerden geïrriteerd op het uitstel. Condoleezza Rice stelde dat de Russen en in het bijzonder president Medvedev "begonnen te klinken als een plaat die blijft hangen". De VS meldde aan het eind van de dag dat Rusland nog niet was begonnen met het terugtrekken van zijn troepen uit Georgië.

### 22 augustus: Onduidelijkheid over terugtrekking Rusland

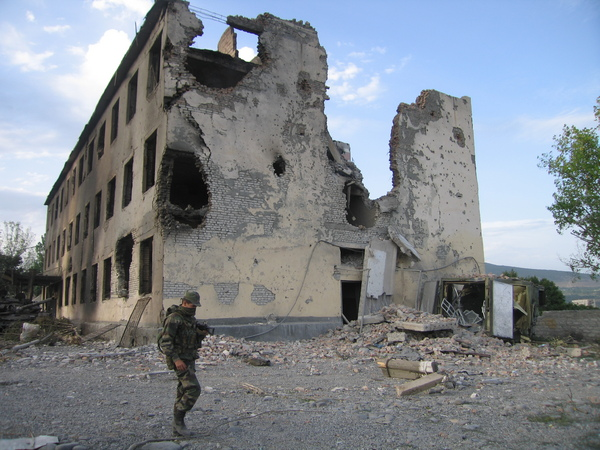
Russische vredessoldaat voor een verwoeste kazerne van de vredesmacht in Tschinvali (Joint Control Commission for Georgian-Ossetian Conflict Resolution) met linksachter een verwoeste tank van de vredesmacht (24 augustus 2008).

Rusland en de Verenigde Staten werden het er vrijdag 22 augustus niet over eens of Rusland wel of niet had voldaan aan de verplichting om zijn troepen uit Georgië terug te trekken. Volgens het vredesakkoord mogen Russische vredessoldaten blijven in Zuid-Ossetië en Abchazië. Ook mogen de Russen beperkte extra veiligheidsmaatregelen nemen. Volgens Rusland heeft het land aan die verplichtingen voldaan. Rusland startte vrijdag 22 augustus met de bouw van militaire bases aan de noordelijke oever van de Engoeri, aan de kant van Abchazië. Blijkbaar willen de Russen ook rond Abachazië een bufferzone inrichten. Volgens de Verenigde Staten mogen de Russen helemaal geen bufferzones en controleposten in Georgië inrichten. Hierover werden de beide landen het niet eens. De Verenigde Staten en Georgië vonden ook dat de Russische soldaten nog te diep in Georgië aanwezig waren.
Georgië bevestigde dat Russische troepen de stad Gori vrijdag verlaten hadden, ook trokken de Russen zich terug uit de omgeving van Tbilisi.
Op 22 augustus nam het parlement van Zuid-Ossetië een motie aan waarin gesteld wordt dat de regio door Rusland erkend wil worden als onafhankelijke staat. Eerder was sprake van aansluiting bij het Russische Noord-Ossetië. Zuid-Ossetië valt onder Georgië maar is sinds het begin van de jaren negentig in handen van een pro-Russische afscheidingsbeweging. Rusland steunt de separatisten, maar heeft Zuid-Ossetië nooit formeel als soevereine staat erkend. Een afvaardiging van het eveneens opstandige Georgische Abchazië had 20 augustus al een soortgelijk verzoek ingediend. Rusland kondigde aan ruim 2.000 troepen in Abchazië te houden.
Eerder op de dag werden tien Georgische soldaten vrijgelaten van een groep van 22 die een aantal dagen eerder in Poti door Russische soldaten in gevangenschap waren genomen.

### 23 augustus: Russen blijven in Poti
Zaterdag 23 augustus demonstreerden duizenden Georgiërs in de havenstad Poti tegen de aanwezigheid van Russische troepen in de stad. Volgens de Russen hadden zij zich in overeenstemming met een bestandsakkoord uit Georgië teruggetrokken en vormde het Russische leger bufferzones rond Zuid-Ossetië en Abchazië. Poti ligt niet in een bufferzone, toch liet het Russische leger weten niet van plan te zijn uit Poti te vertrekken. Een verklaring gaf Rusland niet. Russische troepen hebben ook een controlepost opgezet bij de Georgische plaats Senaki, bij deze plaats heeft het Georgische leger een grote basis.

### 24 augustus: Extra EU-Top

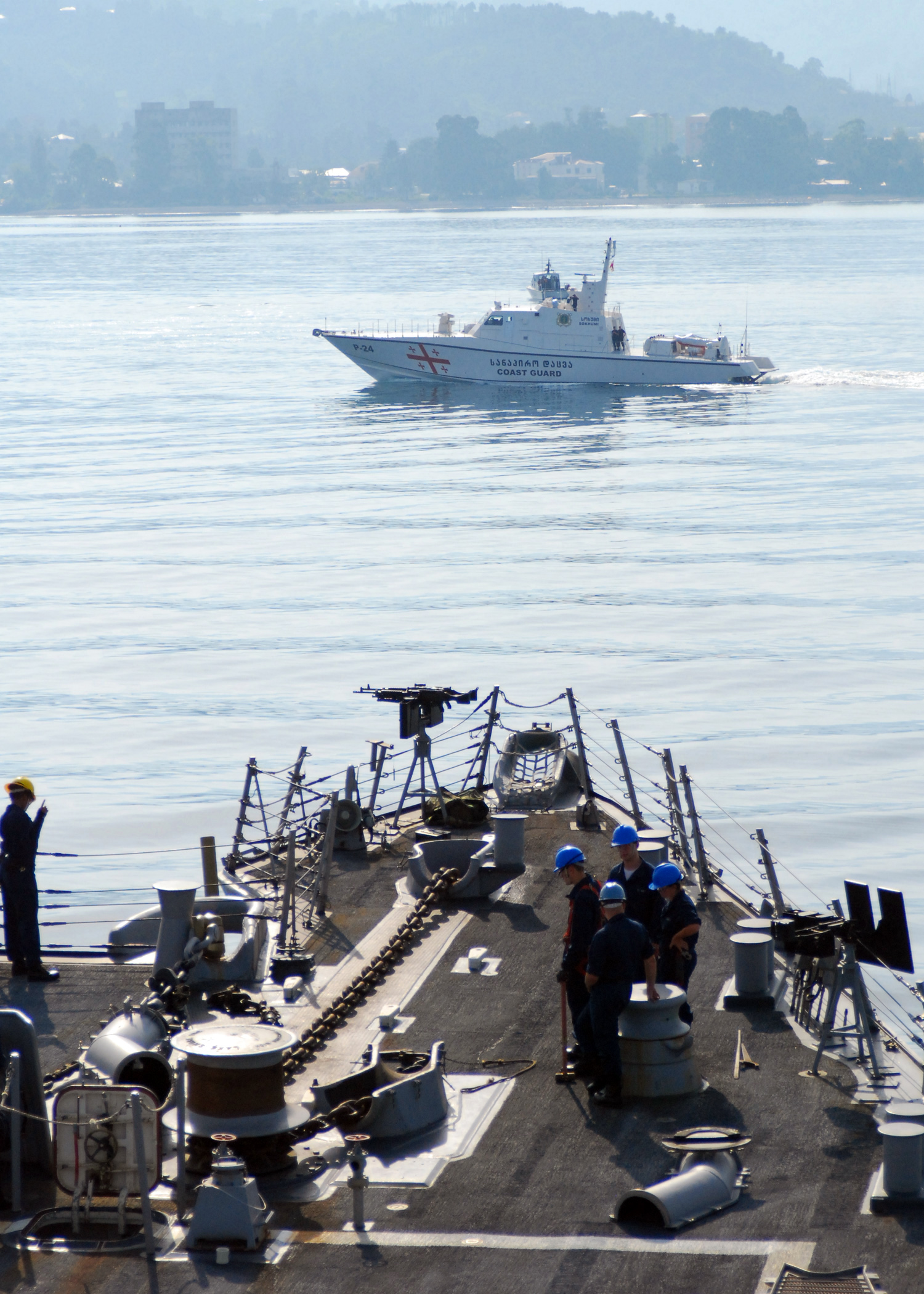
De Amerikaanse marine arriveert met hulpgoederen in Batoemi op 24 augustus 2008

De EU maakte bekend dat er op 1 september 2008 een buitengewone Europese Raad plaatsvindt over de crisis in Georgië. De Raad bespreekt de crisis in Georgië en de gevolgen die de Europese Unie eraan wil geven als het gaat om hulp aan Georgië en de toekomstige relaties met Rusland. Ook werd besloten extra waarnemers naar Georgië te sturen, er bevonden zich op dat moment tweehonderd waarnemers in Georgië.

### 25 augustus: Rusland dreigt contacten met NAVO te verbreken
Door de Georgische crisis verslechterde de relatie tussen Rusland en de NAVO. De Russische president Medvedev zei 25 augustus dat het beëindigen van de contacten met de NAVO een optie is voor Rusland. Eerder liet de NAVO al weten de samenwerking met Moskou te willen opschorten. Medvedev zei dat als de NAVO dat doet, Rusland de contacten met de NAVO kan en wil beëindigen. Rusland liet de NAVO al eerder weten dat het elke militaire samenwerking met NAVO-landen stopzet.
Russische militairen blijven voorlopig in en rond de havenstad Poti, maakte Rusland bekend. Ze willen controles uitvoeren op de vracht van en naar de Georgische haven. Volgens de Russen is de aanwezigheid in Poti niet in strijd met het Europese vredesplan. Het Russische hogerhuis riep op tot het erkennen van de zelfstandigheid van Abchazië en Zuid-Ossetië. In de Doema stemden 447 leden voor zelfstandigheid, er waren geen tegenstemmen.

### 26 augustus: Rusland erkent onafhankelijkheid
Rusland erkende op 26 augustus Abchazië en Zuid-Ossetië als zelfstandige staten. De Russische president Medvedev noemde de erkenning geen makkelijke stap, maar het was volgens Medvedev de enige manier om verder bloedvergieten te voorkomen. Hij riep andere landen op het Russische voorbeeld te volgen en beide staten te erkennen. De erkenning werd veroordeeld door Georgië, de Verenigde Staten, de NAVO en de Europese Unie. Georgië noemde het een regelrechte annexatie, president Saaskasjvili waarschuwde het Westen voor Rusland en noemde Rusland een agressor. De Amerikaanse president George W. Bush veroordeelde de erkenning eveneens. Volgens Bush is de erkenning in strijd met het eerder gesloten vredesakkoord. Bush wil dat de grenzen van Georgië gerespecteerd worden. Woorden van gelijke strekking werden gesproken door vertegenwoordigers van het Verenigd Koninkrijk, de NAVO en de EU. Bush vroeg Medvedev de beslissing te heroverwegen. Het Westen bleef aandringen op overleg en een politieke oplossing.
Op 26 augustus betoogde Medvedev dat de erkenning in lijn was met het internationale recht. Hij zei dat als een volk onafhankelijkheid wil, het andere landen vrij staat die onafhankelijkheid te erkennen. Hij verwees onder meer naar de Helsinki-akkoorden en VN-verdragen.

### 27 augustus: Reacties op de erkenning

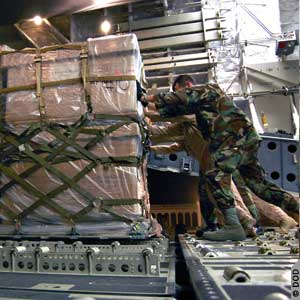
Amerikaanse militairen laden hulpgoederen uit in Georgië

Medvedev schreef in de Financial Times dat het precedent dat veel NAVO-leden geschapen hebben door de erkenning van Kosovo hem geen andere keus liet dan de erkenning van Zuid-Ossetië en Abchazië. Het was - na Kosovo - onmogelijk om Zuid-Ossetië en Abchazië hun recht op een eigen staat te ontzeggen, aldus Medvedev. Medvedev zei dat na de val van de Sovjet-Unie Rusland 14 staten kwijtraakte. In die voormalige Sovjetrepublieken wonen nog 25 miljoen Russen die Medvedev zei te willen beschermen. Hij stelde daarnaast dat deze landen de rechten van hun etnische minderheden verzaakten. Ten aanzien van Georgië benadrukte hij dat het land de autonomie van Abchazië en Zuid-Ossetië had ingetrokken. Met de erkenning van Zuid-Ossetië en Abchazië komt Rusland tegemoet aan de wens van de inwoners, aldus Medvedev.
De leden van de NAVO roepen Rusland op de erkenning ongedaan te maken. Aan het rijtje van landen die de erkenning veroordeelden werden op 27 augustus Frankrijk en Duitsland toegevoegd. Het Westen acht de erkenning door Rusland in strijd met het internationale recht en met het eerder afgesproken akkoord tussen Georgië en Rusland.
Ondertussen arriveren er hulpgoederen in Georgië. De Verenigde Staten hebben 20 miljoen dollar aan hulp toegezegd. De schepen met hulpgoederen kunnen niet aanmeren in de haven van Poti omdat de Russen deze havenstad nog steeds niet verlaten hebben. Rusland heeft de Amerikaanse hulp aan Georgië veroordeeld als zijnde een politieke daad.

### 28 augustus: Rusland beschuldigt de Verenigde Staten
Op 28 augustus zei de Russische premier Vladimir Poetin tijdens een interview op CNN dat de Verenigde Staten achter het conflict in Georgië zaten. Volgens Poetin viel Rusland niets te verwijten, de Verenigde Staten zouden het conflict hebben georganiseerd en geleid.
Poetin stelde dat de Verenigde Staten Georgië ertoe aangezet zouden hebben om Zuid-Ossetië aan te vallen, omdat dit presidentskandidaat John McCain voordeel op zou leveren. Het Witte Huis reageerde op de uitspraken van Poetin en noemde ze 'vals' en 'belachelijk'. Volgens de Verenigde Staten is Rusland verantwoordelijk voor de crisissituatie in Georgië.
Poetin zei, net als Medvedev een dag eerder, dat Rusland geen keus had en Georgië wel binnen moest vallen om de Russen in Zuid-Ossetië te beschermen. Poetin was teleurgesteld in de Verenigde Staten, die volgens hem meer hadden moeten doen om het conflict te voorkomen.
Rusland zocht al enige tijd steun in Azië, onder ander bij China, voor zijn opstelling in het conflict. Op 27 augustus sprak de Shanghai-samenwerkingsorganisatie haar bezorgdheid uit over het conflict en zei te hopen dat het op een vreedzame manier kon worden opgelost. Hiermee gaf ze geen openlijke steun aan Rusland.
Op donderdag 28 augustus kondigde Poetin economische sancties aan tegen Amerikaanse bedrijven. Negentien Amerikaanse bedrijven mochten geen gevogelte meer leveren aan Rusland. Poetin zei dat deze ban niets met het Georgische conflict te maken had. De bedrijven voldeden volgens hem niet aan de gezondheidseisen van Rusland. Rusland waarschuwde nog eens 29 Amerikaanse bedrijven dat ze de voedselveiligheid moesten verbeteren, anders zou er ook voor hen een ban volgen. Europese bedrijven hebben nog geen ban, maar zijn er wel bang voor.

### 29 augustus: Georgië en Rusland verbreken diplomatieke relaties
Georgië verbrak op vrijdag 29 augustus de diplomatieke banden met Rusland omdat Rusland de Georgische regio's Abchazië en Zuid-Ossetië als onafhankelijke staten had erkend. Een dag eerder riep het parlement in Tbilisi al op de banden te verbreken. Rusland besloot zijn ambassade in de Georgische hoofdstad Tbilisi te sluiten.
Het Westen heeft kritiek geuit op de erkenning van Abchazië en Zuid-Ossetië. De Europese Unie wil nog geen sancties tegen Rusland en wil ook de banden met Rusland niet verbreken. De EU blijft vasthouden aan de dialoog met Moskou. Frankrijk heeft wel de mogelijkheid van sancties genoemd, de Baltische EU-staten en Polen staan een hardere opstelling jegens Rusland voor. Vooral Duitsland is voorstander van 'bezinning'. Rusland en de EU blijven buren, zo zei de Duitse regering, bovendien zijn de EU en Rusland in veel opzichten afhankelijk van elkaar.

### 30 augustus: Georgië zegt wapenstilstand Abchazië op
Georgië verklaarde op 30 augustus de wapenstilstand, die in 1994 onder leiding van de Verenigde Naties was gesloten in het conflict in Abchazië op. De consequenties van deze stap waren nog niet direct duidelijk.

### 31 augustus: Rusland dreigt met sancties tegen EU
Rusland dreigde op 31 augustus dat het sancties in zou stellen tegen de EU als Europa strafmaatregelen tegen Rusland zou nemen. De Russen uitten deze bedreiging één dag voorafgaand aan een bijeenkomst van regeringsleiders van de EU-lidstaten op 1 september.
De voormalige Amerikaanse minister van Buitenlandse Zaken Madeleine Albright uitte kritiek op de rol van de VS in het conflict tussen Georgië en Rusland. In het Duitse weekblad Der Spiegel zei Albright dat zij direct naar Rusland zou zijn gegaan, ze verweet Condoleezza Rice niet te zijn gegaan. Volgens Albright moest de Westerse wereld zich vastberaden opstellen en indien nodig Rusland isoleren. De EU twijfelt over welke houding zij moet aannemen tegen Rusland, de Unie deinst terug voor sancties omdat Europa en Rusland buren zijn en afhankelijk van elkaar. De EU is afhankelijk van Russische energie.

### 1 september: Europese Top over Russisch - Georgisch conflict

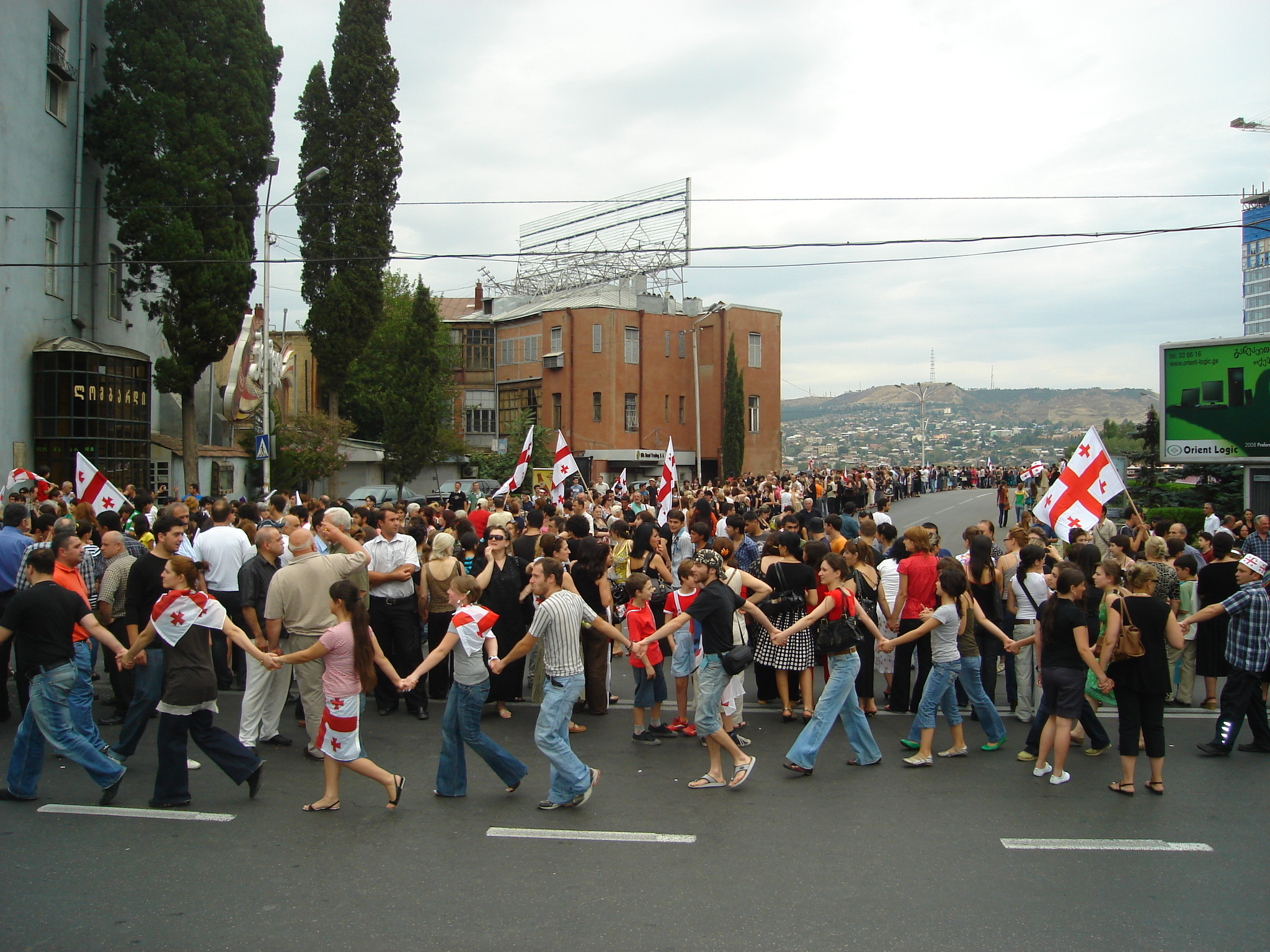
Georgiërs demonstreren in Tbilisi tegen de aanwezigheid van Rusland, 1 september 2008

Op 1 september hield de EU in Brussel een speciale ingelaste top over het conflict tussen Rusland en Georgië. De vroegere Oostbloklanden binnen de EU en Zweden wilden een hardere opstelling dan de West-Europese lidstaten, die rekening houden met het feit dat Rusland 40 procent van het in de EU gebruikte gas levert en een derde van de ruwe olie. De West-Europese lidstaten zetten in op een dialoog met Moskou.
Na afloop van de Europese top werd duidelijk dat de EU Rusland geen sancties oplegt. De Europese Unie waarschuwde Rusland dat de onderlinge relatie op een kruispunt staat door het Russische optreden in Georgië. De EU veroordeelde het buitenproportionele militaire geweld van Rusland en de erkenning van de onafhankelijkheid van Abchazië en Zuid-Ossetië. Sarkozy zei dat hij zijn bemiddelaarsrol zou voortzetten. De vroegere Oostbloklanden en Zweden bleven pleiten voor strafmaatregelen. Frankrijk, Duitsland en Italië wilden een voorzichtige aanpak en pleitten voor een dialoog met Rusland. De Nederlandse premier Jan Peter Balkenende noemde de EU-besluiten verstandig, hij hoopte dat Rusland wil investeren in de relatie met het Westen. Georgië werd extra humanitaire hulp toegezegd en steun bij de wederopbouw van de infrastructuur.

### 2 september: Rusland tevreden met de resultaten van de Europese Top
De Russische minister van Buitenlandse Zaken Lavrov betuigde zijn instemming met de conclusie van de Europese Top. President Medvedev klaagde echter dat de EU weinig begrip toonde voor de positie van Rusland. Medvedev zei dinsdag ook dat hij de Georgische president Micheil Saakasjvili niet langer als president beschouwt, maar als 'politiek lijk'. Wat Rusland betreft bestaat Saakasjvili niet langer.
Medvedev zei niet bang te zijn dat Rusland uit de G8 wordt gezet.
Op 2 september veroordeelde Poetin de aanwezigheid van schepen van de NAVO en de Verenigde Staten in de Zwarte Zee bij Georgië. Volgens Poetin zouden deze schepen geen humanitaire hulp leveren aan Georgië, maar zouden ze wapens brengen. Poetin zei het vreemd te vinden dat de Verenigde Staten bewapende marineschepen gebruiken voor humanitaire hulp.

### 3 september: Europees Parlement heeft kritiek op Rusland
Het Europees Parlement riep Rusland op om zijn troepen terug te trekken uit Georgië. Het parlement verwierp bijna unaniem de Russische erkenning van Abchazië en Zuid-Ossetië. De oproep volgde na de ingelaste EU-top van 1 september. Een oproep van de socialistische fractie om ook het gedrag van Georgië te veroordelen, vond geen steun.
De Verenigde Staten kondigden aan een miljard dollar bij te dragen aan de wederopbouw van Georgië. Met het geld moest de schade als gevolg van de oorlog met Rusland herstellen. De toezegging deed de Amerikaanse minister van Buitenlandse Zaken Condoleezza Rice woensdag. Vicepresident Dick Cheney bezocht op 4 september Georgië en bracht het aanbod formeel aan president Micheil Saakasjvili over. Cheney bezocht nog twee voormalige Sovjetrepublieken: Azerbeidzjan en Oekraïne. Beide landen maakten zich zorgen over hun veiligheid na het Georgisch-Russische conflict. Nicaragua kondigde op 3 september als eerste land na Rusland aan de onafhankelijkheid van Zuid-Ossetië en Abchazië te zullen erkennen, een stap die het twee dagen later formaliseerde.

### 4 september: Eerste erkenning onafhankelijkheid Zuid-Ossetië en Abchazië
De zoon van de voormalige Georgische president Zviad Gamsachoerdia, Tsotne Gamsachoerdia, werd gearresteerd toen hij aankwam op het vliegveld van Tbilisi wegens vermeende spionage voor Rusland. Armenië, Wit-Rusland, Kazachstan, Kirgizië, Tadzjikistan en Oezbekistan verklaarden Rusland te steunen in zijn rol in Georgië en veroordeelden Georgië.
Ondertussen arriveerden internationale waarnemers in een door de Russen gecontroleerde bufferzone in Georgië. De Russen lieten de waarnemers van de Organisatie voor Veiligheid en Samenwerking in Europa (OVSE) toe in het grensgebied van Zuid-Ossetië.
De Amerikaanse vicepresident Dick Cheney liet weten dat de Verenigde Staten het NAVO-lidmaatschap van Georgië steunen en Georgië zouden helpen met het herstel van de democratie en economie. Cheney noemde Georgië een bondgenoot van het Westen en veroordeelde het buitenproportionele geweld van de Russen. Hij noemde Rusland onbetrouwbaar waar het gaat om internationale relaties.

### 5 september: EU wil onderzoek
Op voorstel van Duitsland wil een aantal EU-landen een onafhankelijk onderzoek naar het begin van de oorlog tussen Georgië en Rusland. Volgens Duitsland is het voor de relaties op lange termijn belangrijk om te weten wie welke verantwoordelijkheid draagt voor de escalatie van het conflict. Rusland en Georgië geven elkaar over en weer de schuld. Los van de schuldvraag hebben de EU en de NAVO steeds het disproportionele geweld van het Russische leger veroordeeld.
De EU werd het eens over de waarnemersmissie van de EU in Georgië. De circa tweehonderd EU-waarnemers gaan samenwerken met collega's van de OVSE. De waarnemers gaan toezicht houden in de bufferzones aan de grens van Zuid-Ossetië.
De Russische minister van Buitenlands Zaken Sergej Lavrov reageerde op uitspraken van de Amerikaanse vicepresident Dick Cheney van een dag eerder. Hij bestreed dat Rusland internationaal gezien onbetrouwbaar zou zijn. Lavrov zei dat Rusland zich door het conflict met Georgië wellicht internationaal geïsoleerd heeft, maar dat Rusland nog steeds wil samenwerken met het Westen. Als het Westen dat niet wil, zo zei Lavrov, dan is dat de keuze van het Westen. Lavrov nam afstand van de uitspraken van Poetin, die eerder de Verenigde Staten ervan beschuldigde achter het Georgisch-Russische conflict te zitten. Poetin meende dat Amerika het conflict had veroorzaakt om presidents-kandidaat McCain in de kaart te spelen. Lavrov legde de verantwoordelijkheid bij Georgië en zei dat Rusland wel moest reageren op de Georgische agressie om Russische burgers in Zuid-Ossetië te beschermen. Volgens Lavrov had Rusland geen andere keus.

### 8 september: Delegatie EU naar Rusland
Een delegatie toppolitici van de EU sprak 8 september in Moskou met Russische leiders over Georgië. De EU nam de missie op zich omdat het zich verantwoordelijk voelt voor Georgië, dat het beschouwt als een potentieel toekomstig lid van de EU. De EU eiste dat Rusland zijn militairen terugtrekt uit Georgië. Zolang dat niet gebeurt, wil de EU niet onderhandelen over een nieuw verdrag. De EU-missie bestond o.a. uit president Nicolas Sarkozy en voorzitter van de Europese commissie José Manuel Barroso. Na de gesprekken in Moskou reisde het gezelschap naar Georgië, om de leiders van dat land te ontmoeten.
Rusland zei de EU-delegatie toe zijn troepen binnen een maand terug te trekken uit bufferzones in Georgië. Volgens Medvedev trekt Rusland zijn troepen terug omdat Rusland van de EU-landen de garantie kreeg dat Georgië geen geweld meer zou gebruiken. Ondanks eerder protest ging Rusland akkoord met EU-waarnemers vanaf 1 oktober. De EU-topdelegatie sprak haar ongenoegen uit over het feit dat Rusland Zuid-Ossetië en Abchazië erkent als onafhankelijke landen. De Russische president Medvedev kwam niet terug op dit besluit, de erkenning is wat de Russen betreft definitief. Medvedev kondigde tegelijk een internationaal overleg aan over de Russisch-Georgische crisis op 15 oktober 2008 in Wenen. Wat Rusland betreft zijn Zuid-Ossetië en Abachazië hierbij als onafhankelijke staten aanwezig.
Het Internationaal Gerechtshof in Den Haag begon aan een driedaagse zitting over het conflict tussen Georgië en Rusland. Volgens Georgië zijn de Russen verantwoordelijk voor etnische zuiveringen van 1993 tot 2008. Ook zou Moskou separatistische krachten in Zuid-Ossetië en Abchazië gesteund hebben bij etnische zuiveringen. Rusland is het niet met de Georgiërs eens. Moskou betwijfelde of het VN-hof wel bevoegd is om over de zaak te oordelen.
De Poolse zender TVP3 maakte bekend dat Rusland bij de bufferzone rond Zuid-Ossetië twee Poolse journalisten had opgepakt. De journalisten wilden verifiëren of Rusland daadwerkelijk zijn troepen terugtrekt. De arrestatie vond plaats bij het dorp Karaleti, op vijf kilometer van de Georgische plaats Gori, waar de bufferzone begint.

### 9 september: Rusland houdt militairen in Zuid-Ossetië en Abchazië
Rusland meldde dat het voornemens is 7600 militairen in Zuid-Ossetië en Abchazië te stationeren na de terugtrekking uit Georgië. De Russische minister van Defensie liet weten dat de militairen lange tijd blijven om de bewoners te beschermen.

### 10 september: Rusland ontkent afspraken
Ondanks toezeggingen op 8 september zei Rusland dat waarnemers van de EU geen toegang zouden krijgen tot Zuid-Ossetië en Abchazië. De Russen hebben de onafhankelijkheid van beide gebieden erkend en zien dit dus niet meer als onderdeel van Georgië. Deze zienswijze werd veroordeeld door EU-buitenlandcoördinator Javier Solana die zei dat de waarnemers overal in Georgië, inclusief Zuid-Ossetië en Abchazië, hun werk moeten kunnen doen.
Vanaf 1 oktober zullen minstens 200 EU-waarnemers en 220 internationale waarnemers toezien op de veiligheid in Georgië. Rusland houdt 7600 militairen in de gebieden.

### 11 september: Russische controleposten vertrekken
De Russen verlieten twee controleposten bij de Georgische plaatsen Poti en Senaki.

### 13 september: Terugtrekking bij Poti en Senaki
De Russen verlieten nog eens drie controleposten bij de Poti en Senaki. Hiermee kwam Rusland de toezeggingen na: voor 15 september zouden er vijf posten worden opgeheven. De Russen vertrokken naar Abchazië. Op hun terugtocht schoten de Russen twee Georgische politieagenten dood.
Op 10 oktober moet Rusland zijn troepen hebben teruggetrokken van Georgisch grondgebied met uitzondering van Zuid-Ossetië en Abchazië.

### 15 september: EU stuurt waarnemers
EU-ministers van Buitenlandse Zaken besloten definitief om ongeveer tweehonderd waarnemers naar Georgië te sturen. Vanaf 1 oktober zien de waarnemers toe op vrede in de bufferzones rond Zuid-Ossetië en Abchazië. De missie heeft geen executieve bevoegdheden en zal volgens het missie mandaat alleen actief zijn op het gebied van waarneming, monitoring en rapportage. Daarnaast zal de missie ook doen aan het faciliteren van opbouwen van vertrouwen en normalisatie van betrekkingen tussen bevolkingsgroepen in Georgië die getroffen zijn door het conflict. Nederland zal bij aanvang tot circa tien waarnemers sturen, zo steldde de regering. De EU wil 500 miljoen euro aan Georgië geven voor de wederopbouw.
NAVO secretaris-generaal Jaap de Hoop Scheffer bezocht Georgië. Een dag eerder uitte de Russische minister van Buitenlandse zaken Lavrov kritiek op De Hoop Scheffer, die volgens Lavrov te veel de kant van Georgië zou kiezen.

### 16 en 17 september: Georgië komt met bewijs en Russische defensiebudget
Op 16 september kwam Georgië naar buiten met een afgeluisterd telefoongesprek dat zou bewijzen dat Georgië slechts handelde uit zelfverdediging, omdat Rusland extra troepen via de Roki-tunnel naar Zuid-Ossetië bracht.
De dag erna, de 17e, maakte Poetin bekend dat Rusland in 2009 zijn defensiebudget met 27 procent zou verhogen, tot 66 miljard euro. Volgens Poetin was dat nodig om de veiligheid van Rusland te garanderen. Poetin zei ook dat in de oorlog met Georgië gebleken was dat de strijdkrachten nieuw materieel nodig hadden. Als reden gaf Rusland ook de omsingeling door de NAVO en het Amerikaanse raketschild.

### 22 september: Meer Europese waarnemers
De Europese Unie maakte bekend dat ze driehonderd waarnemers naar Georgië wil sturen. De EU-ministers van Buitenlandse Zaken besloten eerder ongeveer tweehonderd waarnemers naar Georgië te sturen voor het toezien op naleving van het zespunten akkoord en de vrede in de bufferzones rond Zuid-Ossetië en Abchazië. De extra mensen betroffen vooral ondersteuning en staf. Nederland verhoogde de bijdrage naar 12 waarnemers.

### 23 september: Georgië schiet Russisch verkenningsvliegtuig neer
Georgië schoot vlak bij Gori, 30 kilometer ten zuiden van Zuid-Ossetië, een onbemand Russisch verkenningsvliegtuig neer. De Russen gaven geen commentaar. Daarmee bleef onduidelijk wat de missie was van het toestel.

### 26 september: Eerste EU-waarnemers in Georgië
De eerste zeventig waarnemers van de EU kwamen op 26 september 2008 aan voor een missie die het staakt-het-vuren tussen Georgië en Rusland moest controleren. De missie startte op 1 oktober en duurde in eerste instantie voor een jaar, met mogelijkheid tot verlenging. De waarnemers startten hun werkzaamheden in de bufferzone tussen centraal gecontroleerd Georgië en de afscheidingsregio's Zuid-Ossetië en Abchazië. Rusland zei eerder toe alle militairen voor 10 oktober terug te trekken, een van de condities van het zespuntenakkoord.

### 2 oktober: Toenadering Rusland tot Westen
Na een topoverleg met de Russen zei Angela Merkel dat Rusland weer toenadering tot het Westen zocht. Rusland en de EU naderden, aldus Merkel, het punt waarop de betrekkingen kunnen worden genormaliseerd. De Russische president Medvedev zei dat politici de plicht hebben om in contact te blijven.

### 5 oktober: Russen ontmantelen eerste controlepost
Rusland ontmantelde op 5 oktober 2008 zijn eerste controlepost in Georgië, het ging om een controlepost ten noordwesten van Gori.

### 10 oktober: NAVO bevestigt terugtrekking Rusland
Hoge vertegenwoordiger van de Europese Unie Javier Solana bevestigde dat Rusland zijn troepen heeft teruggetrokken uit de bufferzones op Georgisch gecontroleerd grondgebied. Secretaris-generaal van de NAVO Jaap de Hoop Scheffer stelde het voornemen van Rusland om extra troepen te sturen naar de Abchazië en Zuid-Ossetië “moeilijk te verteren”.

### 20 oktober: Conclusie onderzoek dood Storimans
De conclusie van het onderzoek naar de dood van cameraman Stan Storimans luidde dat Storimans was omgekomen door Russische clustermunitie. Storimans kwam op 12 augustus 2008 om het leven in de Georgische stad Gori. Het onderzoek werd uitgevoerd in opdracht van de Nederlandse minister van Buitenlandse Zaken Maxime Verhagen omdat informatieverzoeken aan de Georgische en Russische autoriteiten onvoldoende resultaat opleverden. De Russische ambassade ontkende ook na het onderzoek dat Storimans door Russische clustermunitie was gedood. Volgens de ambassade hadden de Russen geen clusterbommen gebruikt in Georgië.

### 23 oktober: Rusland ontkent gebruik clusterbommen
Rusland betwistte de uitkomst van het Nederlandse onderzoek naar de dood van cameraman Stan Storimans. Volgens het Russische ministerie van Buitenlandse Zaken was Storimans gedood door Georgische troepen die over clusterbommen zouden beschikken. Het Nederlandse ministerie van Buitenlandse Zaken hield vast aan de conclusies uit het onderzoek, het onderzoek noemde het ministerie 'feitelijk'.

## Cyberaanvallen
Zuid-Osseetse functionarissen verklaarden op 8 augustus dat Osseetse nieuwswebsites waren gehackt. Dmitri Medokev, de Zuid-Osseetse separatistische afgevaardigde in Moskou, claimde daarbij dat Georgië probeerde om verklaringen over het aantal doden te verbergen.
Andersom werden ook veel Georgische websites gehackt. De website van de Nationale Bank van Georgië was gedefaced en vervangen door een galerij met bekende dictators van de 20e eeuw met Saakasjvili als een van hen. Georgische nieuwsportalen kregen te maken met DDoS-aanvallen en ook de website van het Georgische Ministerie van Defensie zou zijn gehackt. De aanvallen vertoonden grote gelijkenis met de aanvallen op Estse websites in 2007 (tijdens de controverse rond de verplaatsing van de bronzen soldaat van Tallinn) en werden met behulp van dezelfde technieken uitgevoerd.
Er werd eveneens ingebroken op de website van het Georgische Ministerie van Buitenlandse Zaken en de inhoud werd vervangen met een collage van foto's van Saakasjvili en Adolf Hitler.
Het Kantoor van de President van Polen bood zijn hulp aan bij het herstellen van de toegang tot internet voor de Georgische overheid nadat lokale servers waren bezweken aan de cyberaanvallen.

## EU-onderzoek
Na de oorlog riep Georgië geregeld op tot een onafhankelijk internationaal onderzoek naar de schuld voor de oorlog en de aanloop daar naartoe in de jaren voorafgaand. In november 2008 kondigde de Europese Unie een dergelijk onderzoek aan, en wees de Zwitserse diplomate Heidi Tagliavini aan als voorzitter van de onderzoekscommissie. Zij was eerder tussen 2002 en 2006 VN gezant in Georgië. Op 30 september 2009 werd het meer dan 1000 pagina dikke onderzoeksresultaat gepubliceerd. Het rapport stelde dat "de beschieting van Tschinvali door de Georgische strijdkrachten in de nacht van 7 op 8 augustus 2008 het begin markeerde van het grootschalige gewapende conflict in Georgië", maar dat het "slechts het hoogtepunt was van een lange periode van toenemende spanningen, provocaties en incidenten".
Internationale media vertaalden deze conclusie als bewijs dat Georgië de oorlog begonnen was. De Georgische regering was in algemeenheid positief over het rapport en las in het rapport dat de EU heeft vastgesteld dat Georgië de oorlog niet begonnen was. Het verweet echter de commissie dat het "politieke correctheid" bedreef door de Russische agressie niet direct te benoemen en concluderen, ondanks de "zeer correct verwoorde [feiten] in het rapport". Rusland op haar beurt echter stelde dat "elk denkend persoon" uit het rapport kan concluderen "dat de agressie tegen Zuid-Ossetië op 8 augustus 2008 werd ontketend door de huidige autoriteiten van Georgië”.
De commissie zelf stelde dat "er geen manier is om de algehele verantwoordelijkheid voor het conflict aan één kant alleen toe te wijzen". De commissie concludeerde verder onder meer dat het niet in een positie is "om de Georgische bewering met betrekking tot een grootschalige Russische militaire inval in Zuid-Ossetië vóór 8 augustus 2008 als voldoende onderbouwd te beschouwen". Het erkende daarbij echter "rapporten en publicaties, ook van Russische oorsprong, met vermelding van de levering door Russische zijde van training en militaire uitrusting aan Zuid-Ossetische en Abchazische strijdkrachten voorafgaand aan het conflict van augustus 2008".
Het antwoord op de vraag of het "Georgische gebruik van geweld tegen Russische vredestroepen op Georgisch grondgebied, dat wil zeggen in Zuid-Ossetië, gerechtvaardigd zou zijn geweest" moest volgens de commissie negatief zijn. Het stelde dat "er geen gewapende aanval door Rusland gepleegd werd vóór de start van de Georgische operatie", dat "Georgische beweringen over een grootschalige aanwezigheid van Russische strijdkrachten in Zuid-Ossetië voorafgaand aan het Georgische offensief op 7/8 augustus niet door de missie konden worden gestaafd" en dat "het gebruik van geweld door Georgië tegen Russische vredestroepen in Tschinvali in de nacht van 7 op 8 augustus 2008 in strijd was met het internationaal recht".
Het rapport ontkende de Russische en Zuid-Osseetse claims dat Georgië schuldig zou zijn geweest aan genocide op de Osseten. Het bevestigde echter beschuldigingen aan het adres van Zuid-Osseetse strijdkrachten en milities dat deze zich schuldig hebben gemaakt aan etnische zuiveringen tijdens en na de oorlog tegen Georgische gemeenschappen in Zuid-Ossetië. Zo rapporteerde de commissie over "patronen van gedwongen verplaatsingen van etnische Georgiërs die na het begin van de vijandelijkheden in hun huizen waren gebleven" en "waren er bewijzen van systematische plundering en vernietiging van etnische Georgische dorpen in Zuid-Ossetië".
De conclusie op dit punt luidde dan ook "dat er inderdaad etnische zuivering werd toegepast tegen etnische Georgiërs in Zuid-Ossetië, zowel tijdens als na het conflict van augustus 2008", waarbij het Rusland ook aansprak op haar verantwoordelijkheid als feitelijk gezaghebber en toezichthouder en de gedocumenteerde betrokkenheid van Russische burgers bij deze misdaden. Het rapport concludeerde tevens dat Rusland de internationale rechtsorde op diverse punten heeft geschonden, waaronder het illegaal verspreiden van Russische paspoorten zonder toestemming van Georgië, de vergaande en grootschalige invasie in Georgië ver voorbij de conflictzone en de operatie in de Kodori-vallei in Abchazië.
Niettemin werd het rapport bekritiseerd door diverse onderzoekers en commentatoren die erop wezen dat het rapport uitgebreid gedocumenteerde feiten had genegeerd, zoals de Russische en Zuid-Osseetse rol bij het beginnen en provoceren van de oorlog. Dat het rapport het slachtoffer van deze provocatieve agressie neerzette als dader. Zo schreef de Russische journaliste Yulia Latynina in 2010 over het rapport dat "volgens de logica van de Tagliavini-commissie de Georgiërs niet hadden mogen reageren" [op "Ossetische 'vrijwilligers' die Georgische dorpen platbranden, want dat is geen oorlog."] en dat "oorlog, zo blijkt, begint degene die reageert op de acties van de agressor".
Een artikel op het Baltische "DELFI" beschreef enkele gevallen van vooringenomenheid in het werk van de Tagliavini-commissie, zoals het achterwege laten van de inzet van Russische troepen in Zuid-Ossetië vóór de Georgische operatie op Tschinvali, en concludeerde dat "de flexibele Zwitserse diplomaat en haar volgelingen het echter lieten lijken alsof Georgië de provocateur was" en dat ze "Rusland hielp wegkomen met wat duidelijk een internationale misdaad was, agressie tegen een soevereine staat." Het rapport, zo stelt het artikel, "moedigde Vladimir Poetin aan tot nog een avontuur van agressie, dit keer tegen Oekraïne". Volgens de European Council on Foreign Relations werd het EU-rapport beïnvloed door Russische staatspropaganda.
Andere analisten zagen in het rapport, voorbij de nieuwskoppen, wel degelijk een zeer verwijtende boodschap aan Moskou. "Tientallen pagina's beschrijven in detail de veelvuldige schendingen van het internationaal recht door Rusland vóór, tijdens en na het conflict", zo stelt De Waal en waarschuwt hij voor vergelijkingen met andere conflicten waar Rusland bij betrokken is, zoals in Oekraïne.

## Internationale reacties

### Landen
- Armenië – De Armeense minister van Buitenlandse Zaken verklaarde dat Jerevan de situatie nauwlettend in de gaten houdt en riep de strijdende partijen op de militaire operaties te staken: "Wij zijn zeker bezorgd over de situatie en hopen dat een oplossing snel gevonden wordt." Plaatsvervangend minister van Buitenlandse Zaken Gegham Gharibjanian: "Wij hopen dat de partijen er alles aan zullen doen om het bloedvergieten te stoppen en een vreedzame oplossing vinden."[331]
- Azerbeidzjan – Het Azerbeidzjaanse ministerie voor Buitenlandse Zaken liet weten dat Georgië handelt volgens internationaal recht en dat Azerbeidzjan de territoriale integriteit van Georgië erkent.[332]
- Litouwen – Op 7 augustus 2008 ontving Valdas Adamkus, president van Litouwen, een telefoontje van de Georgische president Saakasjvili, die Adamkus vroeg om de leiders van de Europese Unie en andere westerse staten te informeren over de situatie in de regio.[333] Adamkus verzekerde dat Litouwen de Europese partners zou informeren over de situatie in Georgië en de mogelijkheden voor hulp door de EU zou onderzoeken.[333] Op 8 augustus werd de Litouwse minister van Buitenlandse Zaken, Petras Vaitiekūnas, naar Georgië gestuurd. Hij is daar om de EU partners op de hoogte te houden van de situatie aldaar.[334] Litouwen evacueerde ook ongeveer 50 burgers uit de regio.[335]
- Nederland – Premier Balkenende sprak met Poetin en Sarkozy in Peking (de drie waren daar vanwege de openingsceremonie van de Olympische Spelen) waar hij zijn bezorgdheid uitte over de situatie. Hij benadrukte het belang van het voorkomen van zo veel mogelijk geweld. "Het is een punt van zorg. Er moet gewerkt worden aan stabilisatie."[336]
- Turkije – Premier Recep Tayyip Erdoğan zei op 8 augustus dat de gevechten een grote zorg zijn voor Turkije, dat grenst aan Georgië. Hij riep op tot een onmiddellijk staakt-het-vuren.[337] Later die dag ging Turkije op verzoek van Georgië akkoord met de levering van 30-40 MW elektriciteit.[338] Erdoğan riep ook op voor een Alliantie voor de Kaukasus.
- Verenigde Staten – Na het beraad in de VN-Veiligheidsraad verklaarde staatssecretaris Daniel Fried dat het erop leek dat de Zuid-Osseten de uitdagers van het geweld waren. Fried zei: "Wij hebben de Russen gevraagd om hun Zuid-Osseetse vrienden tot kalmte te manen en zich terug te trekken. En wij geloven dat de Russen dat ook daadwerkelijk proberen."[339] Witte Huis-vertegenwoordiger Gordon Johndroe zei op 8 augustus 2008: "Alle partijen moeten per direct het geweld staken en vredesbesprekingen starten om deze zaak geweldloos op te lossen."[340] De Amerikaanse minister van Buitenlandse Zaken Condoleezza Rice verklaarde later: "Wij roepen Rusland op alle aanvallen op Georgië door vliegtuigen en raketten te staken, Georgische territoriale integriteit te respecteren en alle grondtroepen op Georgische bodem terug te trekken."[341]
- - Op 9 augustus 2008 kwamen Estland, Letland, Litouwen en Polen gezamenlijk met een verklaring over de Russische acties tegen Georgië. Ze roepen de Europese Unie en de NAVO op om met tegenmaatregelen te komen. Zo zetten ze vraagtekens bij het toekomstige verloop van de integratie van Rusland in Europa na het "imperialistische gedrag" van Rusland ten aanzien van Georgië. Ook vinden ze het nu meer dan ooit tijd om te laten zien dat lid zijn van de EU en/of NAVO ook echt zin heeft en iets betekent.[342]
  - Op 11 augustus 2008 kwam Rusland met de reactie dat de Baltische staten en Polen zouden boeten voor hun kritiek op het Kremlin. "Het is niet verstandig om overhaast te reageren op zulke belangrijke zaken, omdat serieuze fouten gemaakt kunnen worden waarvoor nog lang betaald moet worden," aldus Alexander Veshnyakov, ambassadeur in Letland.[343]
- Paus Benedictus XVI - Wij hopen dat de wijsheid, de vredeswil en onderhandelingen de overhand behalen op het gebruik van geweld.[344]

### Internationale en supranationale organisaties
- Europese Unie – Op 9 augustus 2008 verklaarde Nicolas Sarkozy, President van Frankrijk en tijdelijk voorzitter van de Europese Unie, samen met George W. Bush, President van de Verenigde Staten, dat de EU en de VS een gezamenlijke delegatie zullen sturen om een staakt-het-vuren te bereiken.[345] Op 10 augustus 2008 vertrok de Franse minister van Buitenlandse Zaken Bernard Kouchner naar Georgië om in het conflict namens de Europese Unie te bemiddelen. Hij pleit voor een direct bestand. Op 11 augustus 2008 reist Kouchner naar Moskou. Sarkozy heeft inmiddels met de Russische leiders gesproken. Op 12 augustus 2008 reisde de Franse president Nicolas Sarkozy namens de EU naar Moskou voor een ontmoeting met de Russische president Dmitri Medvedev. In de namiddag werd bekend dat Sarkozy en Medvedev een staakt-het-vuren hadden bereikt. Over een vredesplan moest nog verder onderhandeld worden.
- NAVO – Op de officiële website van de NAVO werd door secretaris-generaal van de NAVO Jaap de Hoop Scheffer de volgende verklaring geplaatst: "De secretaris-generaal van de NAVO, Jaap de Hoop Scheffer, is zeer bezorgd over de gebeurtenissen die plaatsvinden in de Georgische regio Zuid-Ossetië en zei dat de Alliantie de situatie op de voet volgt. De secretaris-generaal roept alle partijen op om het gewapende treffen te staken en meteen met overleg te starten."[346]
- Rode Kruis – Het internationale Rode Kruis riep de strijdende partijen op een humanitaire corridor te maken zodat gewonden en burgers Tschinvali kunnen verlaten.[347][348]
- Verenigde Naties – Op 7 augustus 2008 gaf secretaris-generaal van de Verenigde Naties Ban Ki-moon aan zich ernstig zorgen te maken over de escalatie van geweld en riep alle partijen op "af te zien van acties die de situatie en de stabiliteit van de regio in gevaar brengen".[349] Op 8 augustus 2008, 4.00 GMT werd er een spoedzitting gehouden door de VN-veiligheidsraad om de situatie te bespreken. De sessie werd door Rusland aangevraagd.[339] Er werd geen overeenstemming bereikt over wat er met de situatie moest gebeuren, er werd alleen duidelijk gemaakt dat allen zeer bezorgd zijn over het opgelaaide conflict.[350] De VN-Veiligheidsraad kwam op 10 augustus 2008 opnieuw bijeen om zich te beraden over de situatie in Georgië. Al drie keer eerder lukte het de Veiligheidsraad niet om tot een verklaring te komen. Secretaris-generaal Ban Ki-moon riep op tot een onmiddellijke wapenstilstand.

## Gevolgen

### Russische militaire aanwezigheid
Een direct gevolg van de oorlog is de toegenomen en stevige Russische militaire aanwezigheid in zowel Zuid-Ossetië als Abchazië. Hoewel voor het uitbreken van de oorlog in beide regio's Russische strijdkrachten aanwezig waren, was dit in de hoedanigheid van vredesmacht en sinds de burgeroorlogen in de jaren negentig beperkt tot 500 militairen in Zuid-Ossetië (JPKF) en 1600 in Abchazië (CISPKF), waarbij deze laatste werd uitgebreid tot meer dan 2000 in de maanden voorafgaand aan de oorlog. Nu deze mechanismen na de oorlog achterhaald waren geworden, en Georgië zich hier uit terugtrok, werd de Russische erkenning van de onafhankelijkheid van beide regio's een voorwaarde zodat het naoorlogse verblijf van de Russische strijdkrachten gelegitimeerd kon worden met "bilaterale" militaire samenwerkings- en integratieovereenkomsten met de nieuw erkende "staten".
Vanaf 2009 heeft de Russische Federatie de bestaande militaire infrastructuur in beide regio's sterk uitgebreid. Eerst werden de 4e Garde Militaire Basis in Zuid-Ossetië en de 7e Militaire Basis in Abchazië opgericht, vastgelegd in een overeenkomst die 49 jaar geldig was. Vervolgens begon Rusland met de bouw van grenswachtbases onder het bevel van de Russische FSB-grenswachtdienst om de zogenaamde "staatsgrens" van zowel Zuid-Ossetië als Abchazië af te bakenen en "te beschermen". In totaal zijn er meer dan 30 van deze zogeheten "gemilitariseerde grenswachtbases" gebouwd nabij de feitelijke grens van beide regio's met Tbilisi gecontroleerd Georgië. In elk van de twee regio's zijn naar schatting 3500 Russische militairen en ongeveer 1500 FSB-troepen ingezet. Georgië beschouwt de twee regio's als door Rusland bezet.
De impact van deze feitelijke bezetting is significant voor de lokale bevolking rond de conflictlijn. Er worden wekelijks mensen gearresteerd en gevangen gezet voor "illegaal oversteken van de grens", burgers kunnen over en weer familie, vrienden, begraafplaatsen et cetera niet bezoeken en de grens is door de jaren heen steeds meer fysiek gemaakt door hekken, prikkeldraad of andere vormen van zichtbare (en eenzijdige) demarcatie.

### Internationale waarnemers

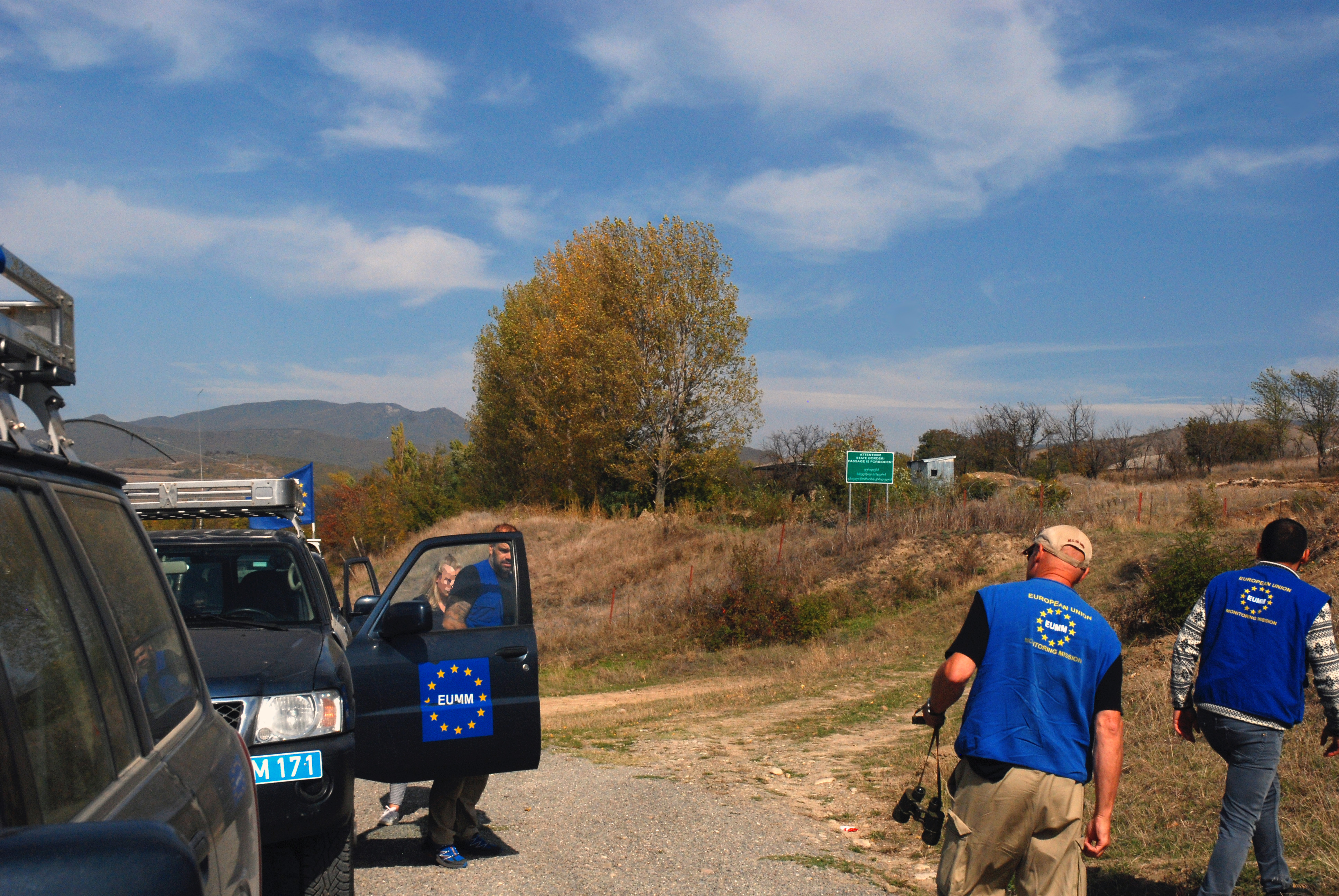
EU Monitoring Missie

Het mandaat van de OVSE-missie in Georgië (Zuid-Ossetië) liep af op 1 januari 2009, nadat Rusland weigerde de verlenging ervan te steunen. OVSE-waarnemers werd sinds de oorlog de toegang tot Zuid-Ossetië ontzegd. Het mandaat van de UNOMIG missie in Abchazië liep af op 16 juni 2009, en de verlenging hiervan werd ook door Rusland geblokkeerd. Volgens VN-missiehoofd Johan Verbeke zou het niet verlengen van de missie de stabiliteit in Abchazië ondermijnen en ongeveer 60.000 etnische Georgiërs onbeschermd achterlaten.
Sinds oktober 2008 houdt de Europese Monitoring Missie (EUMM) toezicht op de administratieve grenslijnen van zowel Zuid-Ossetië als Abchazië. Hoewel de missie het mandaat heeft te opereren op het hele grondgebied van Georgië, inclusief de twee conflictregio's, wordt ze door de lokale autoriteiten niet toegelaten tot Zuid-Ossetië en Abchazië. Naast monitoring houdt de missie zich ook bezig met vertrouwensopbouw en incidentbemiddeling door middel van een incidentmeldpunt ('hot line') en frequente overleggen (IPRM, Incident Prevention and Response Mechanism). Per januari 2022 zijn ruim 210 EUMM-monitors uit 26 EU-lidstaten actief in Georgië, gevestigd in drie veldkantoren (Gori, Mtscheta en Zoegdidi) en het hoofdkwartier in Tbilisi, met twee mensen ter ondersteuning vanuit Brussel opereren.

## Vergelijking legers Georgië en Rusland
|                              | Georgië | Rusland |
| ---------------------------- | ------- | ------- |
| Manschappen                  | 26.900  | 641.000 |
| Gevechtstanks                | 82      | 6.717   |
| Infanteriegevechtsvoertuigen | 139     | 6.388   |
| Gevechtsvliegtuigen          | 7       | 1.206   |
| Zware artillerie             | 95      | 7.550   |

## Analyse
Het Internationaal Instituut voor Strategische Studies (IISS) in Londen vatte in 2010 de oorlog zo samen:
De oorlog tussen Rusland en Georgië die begon op 7 augustus 2008 was de grootste demonstratie van Russische militaire macht sinds het einde van de Koude Oorlog. Er zijn fundamentele meningsverschillen aan beide kanten met betrekking tot de oorzaken van de oorlog. Het onafhankelijk onderzoek gefinancierd door de Europese Unie heeft vastgesteld dat zowel Rusland als Georgië hebben bijgedragen aan de escalatie van het conflict - Georgië met de lancering van een grootschalig militair offensief in Zuid-Ossetië en Rusland door het ondersteunen van separatistische krachten die verantwoordelijk zijn voor een aantal provocaties voor het begin van de oorlog.
De oorlog heeft de realiteit op het terrein in en rond de conflictgebieden fundamenteel veranderd. De militaire interventie door Rusland ter ondersteuning van de Zuid-Ossetiërs en zijn vredestroepen heeft zijn rol van bemiddelaar veranderd in die van een partij in het conflict. Bovendien heeft de Russische erkenning van Abchazië en Zuid-Ossetië als onafhankelijke staten en het besluit om de verlenging van de VN- en OVSE-missies in deze conflictgebieden te vetoën geleid tot een ineenstorting van het vredesproces. Dit heeft geleid tot het ontstaan van een risicovol veiligheidsvacuüm. Met de vestiging van Russische militaire bases en de inzet van grensbewakingseenheden in Abchazië en Zuid-Ossetië is een nieuw veiligheidssysteem ter plaatse ontstaan. Georgië beschouwt dit als een bewijs van de Russische bezetting van zijn gebieden die nog steeds als onderdeel van Georgië erkend worden door de absolute meerderheid van de VN-lidstaten.

## Film

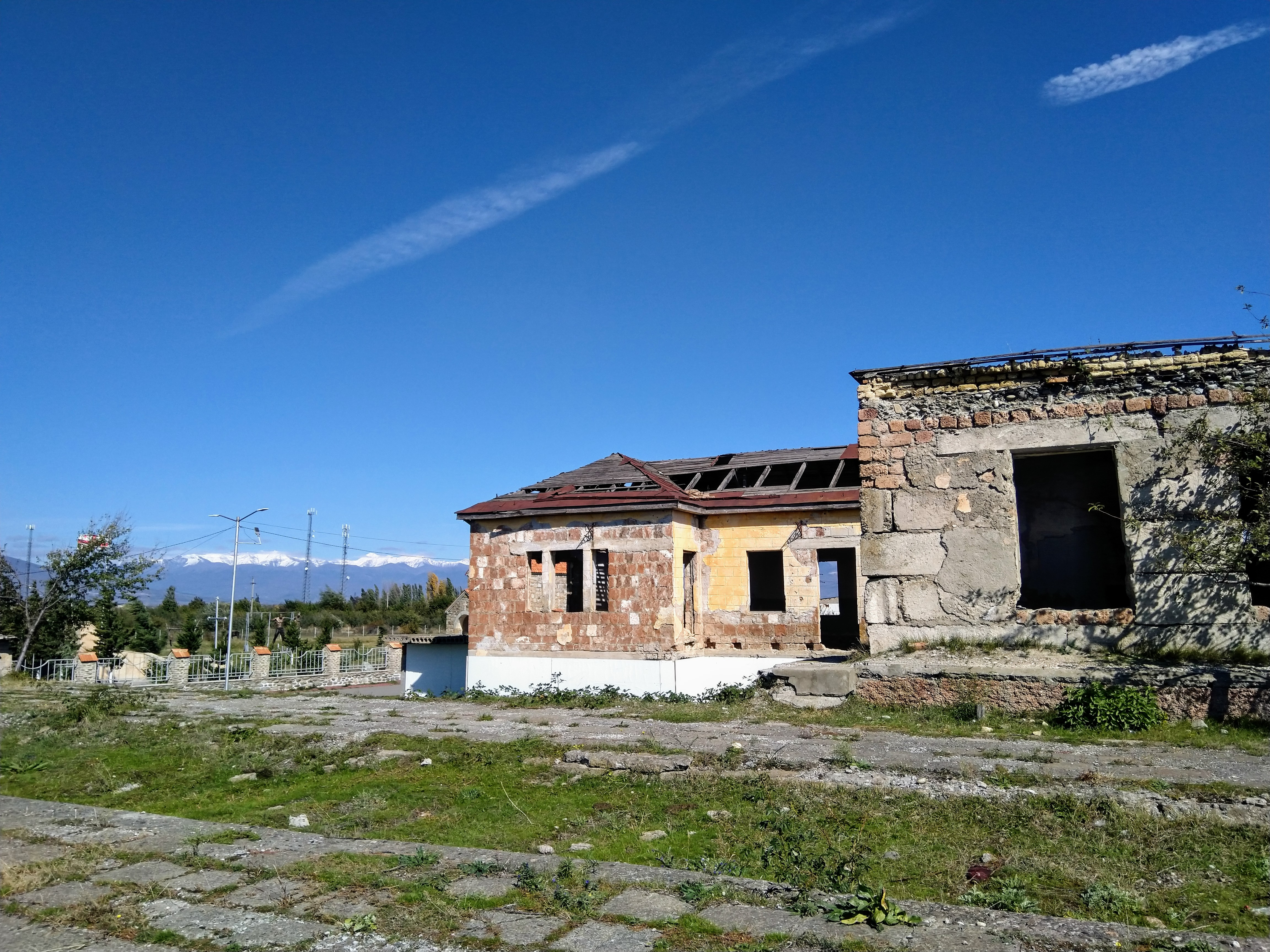
Station van Sjindisi, locatie van de slag die verfilmd werd.

De oorlog werd in 2011 verfilmd in de Amerikaans-Georgische productie 5 Days of August met een Hollywood cast, waarin Andy García de Georgische president Micheil Saakasjvili vertolkte en Val Kilmer een Nederlandse journalist.
In 2019 verscheen de film Shindisi van de Georgische cineast Dito Tsintsadze, die hiervoor op het Internationaal filmfestival van Warschau een prijs toegekend kreeg als beste regisseur. De film gaat over een dramatische slag in de oorlog tussen Rusland en Georgië. Russische troepen hebben een "vredescorridor" opengehouden waardoor Georgische troepen het conflictgebied volgens plan kunnen verlaten. Ondanks de beloofde vrije aftocht openen Russische troepen het vuur op de Georgiërs bij het station van het dorpje Shindisi en worden dorpelingen niet alleen getuige van de dramatische en ongelijke strijd van de troepen, maar nemen hier ook aan deel door hun leven te riskeren door de gewonde Georgische soldaten te verbergen voor de Russen en hulp te verlenen bij hun ontsnapping.

## Varia
- Als protestlied richting Vladimir Poetin stuurde Georgië in 2009 een lied naar het Eurovisiesongfestival met de titel We Don't Wanna Put In.